# Catedral de Burgos
La Catedral Basílica Metropolitana de Santa María es un templo catedralicio de culto católico dedicado a la Virgen María, en la ciudad española de Burgos. Pertenece a la archidiócesis de Burgos.
Su construcción comenzó en 1221, siguiendo patrones góticos franceses. Tuvo importantísimas modificaciones en los siglos xv y xvi: las agujas de la fachada principal, la capilla del Condestable y el cimborrio del crucero, elementos del gótico flamígero que dotan al templo de su perfil inconfundible. Las últimas obras de importancia (la sacristía o la capilla de santa Tecla) pertenecen ya al siglo xviii, siglo en el que también se modificaron las portadas góticas de la fachada principal. La construcción y remodelaciones posteriores se hicieron con piedra caliza extraída de las canteras de la cercana localidad de Hontoria de la Cantera.
Los elementos decorativos y el mobiliario litúrgico del interior pertenecen a variados estilos artísticos, desde el propio Gótico, el Renacimiento o el Barroco.
En la catedral se conservan obras de artistas extraordinarios, como los arquitectos y escultores de la familia Colonia (Juan, Simón de Colonia y Francisco); el arquitecto Juan de Vallejo, los escultores Gil de Siloé, Felipe Vigarny, Rodrigo de la Haya, Martín de la Haya, Juan de Ancheta y Juan Pascual de Mena, el escultor y arquitecto Diego de Siloé, el rejero Cristóbal de Andino, el vidriero Arnao de Flandes o los pintores Alonso de Sedano, Mateo Cerezo, Sebastiano del Piombo o Juan Ricci, entre otros muchos.
El diseño de la fachada principal se relaciona con el gótico clásico francés de las grandes catedrales (París o Reims). Consta de tres cuerpos rematados por dos torres laterales de planta cuadrada. Las agujas caladas de influencia germánica se añadieron en el siglo xv y son obra de Juan de Colonia. En el exterior son sobresalientes también las portadas del Sarmental y la Coronería, góticas del siglo xiii, y la portada de la Pellejería, con influencias renacentistas-platerescas del siglo xvi. El alzado interior del templo toma como referencia a la Catedral de Bourges.
Numerosos son los tesoros arquitectónicos, escultóricos y pictóricos de su interior. Entre ellos destacan:
- El cimborrio, alzado primero por Juan de Colonia en el siglo xv, caído en 1539 a causa de su excesivo peso[2] y reconstruido en estilo gótico-plateresco por Juan de Vallejo en el xvi, siguiendo planos de Juan de Langres.[3]
- La Capilla del Condestable, de estilo gótico isabelino, en la que trabajaron la familia Colonia, Diego de Siloé y Felipe Vigarny.
- El retablo gótico hispano-flamenco de Gil de Siloé para la Capilla de Santa Ana.
- El gran cuadro sobre tabla La Sagrada Familia de Sebastiano del Piombo.
- La sillería del coro.
- Los relieves tardogóticos de la girola, de Vigarny.
- Los numerosos sepulcros góticos y renacentistas.
- La renacentista Escalera Dorada, de Diego de Siloé.
- El Santísimo Cristo de Burgos, imagen de gran tradición devocional.
- La tumba del Cid Campeador y su esposa Doña Jimena, su carta de arras y su cofre.
- El Papamoscas, estatua articulada que abre la boca al dar las campanadas de las horas.

La catedral burgalesa fue declarada Monumento Nacional el 8 de abril de 1885 y Patrimonio de la Humanidad por la Unesco el 31 de octubre de 1984. Es la única catedral española que tiene esta distinción de la Unesco de forma independiente, sin estar unida al centro histórico de una ciudad (como ocurre en los casos de Salamanca, Santiago de Compostela, Ávila, Córdoba, Toledo, Alcalá de Henares o Cuenca) o en compañía de otros edificios, como en Oviedo, Sevilla o Zaragoza. Es además el templo católico de mayor rango en Castilla y León al tratarse del único templo que siendo catedral metropolitana es a la vez basílica.
En 1994, a raíz del desprendimiento de una figura de la fachada ocurrido unos años antes, comenzaron unas profundas labores de restauración. En total, se llevan invertidos 30 millones de euros, lo que le convierte en el monumento europeo que más fondos ha recibido para su restauración y que más se ha prolongado en el tiempo.

## Historia de la catedral

### Edificación románica del sigloxi
Burgos fue convertido en sede episcopal en 1075 por el rey Alfonso VI y la autoridad del papa Gregorio VII, quien dio así una continuidad canónica a la tradición episcopal de la vieja diócesis de Oca, cuyo prelado figura ya en el año 589 como signatario del III Concilio de Toledo, en época visigótica.
El monarca promovió la construcción de una catedral dedicada a la Virgen María de la que no se conocen sus trazas, pero que se supone románica y del tipo de las obras coetáneas (la desaparecida iglesia de Silos, la del monasterio de San Pedro de Arlanza, la de San Martín de Frómista o la catedral de Jaca). Existe constancia documental de que el monarca donó para la magna obra el recinto que ocupaban un palacio real que había pertenecido a su padre Fernando I y una pequeña iglesia dedicada a Santa María y que se hallaba en construcción.
En 1096 las obras de esta catedral ya estaban terminadas, pero pronto resultó pequeño para las necesidades de una ciudad que era la capital simbólica del reino, una potente sede episcopal (el cabildo catedralicio tenía más de treinta miembros ya antes del año 1200) y un centro comercial cada vez más dinámico. La decisión de levantar una nueva catedral se tomó por fin ya iniciado el siglo xiii. Como era común en la época, se destruyó el edificio románico (del que solo queda algún resto escultórico) y sobre su solar, ampliado con la demolición de unas viviendas contiguas donadas por el obispo Marino, se levantó la nueva catedral gótica.

### Planta
1. Pórtico del Sarmental.
2. Transepto, brazo Sur.
3. Puerta del claustro alto.
4. Capilla de la Visitación.
5. Capilla de San Enrique.
6. Capilla de San Juan de Sahagún.
7. Capilla de las Reliquias.
8. Capilla de la Presentación

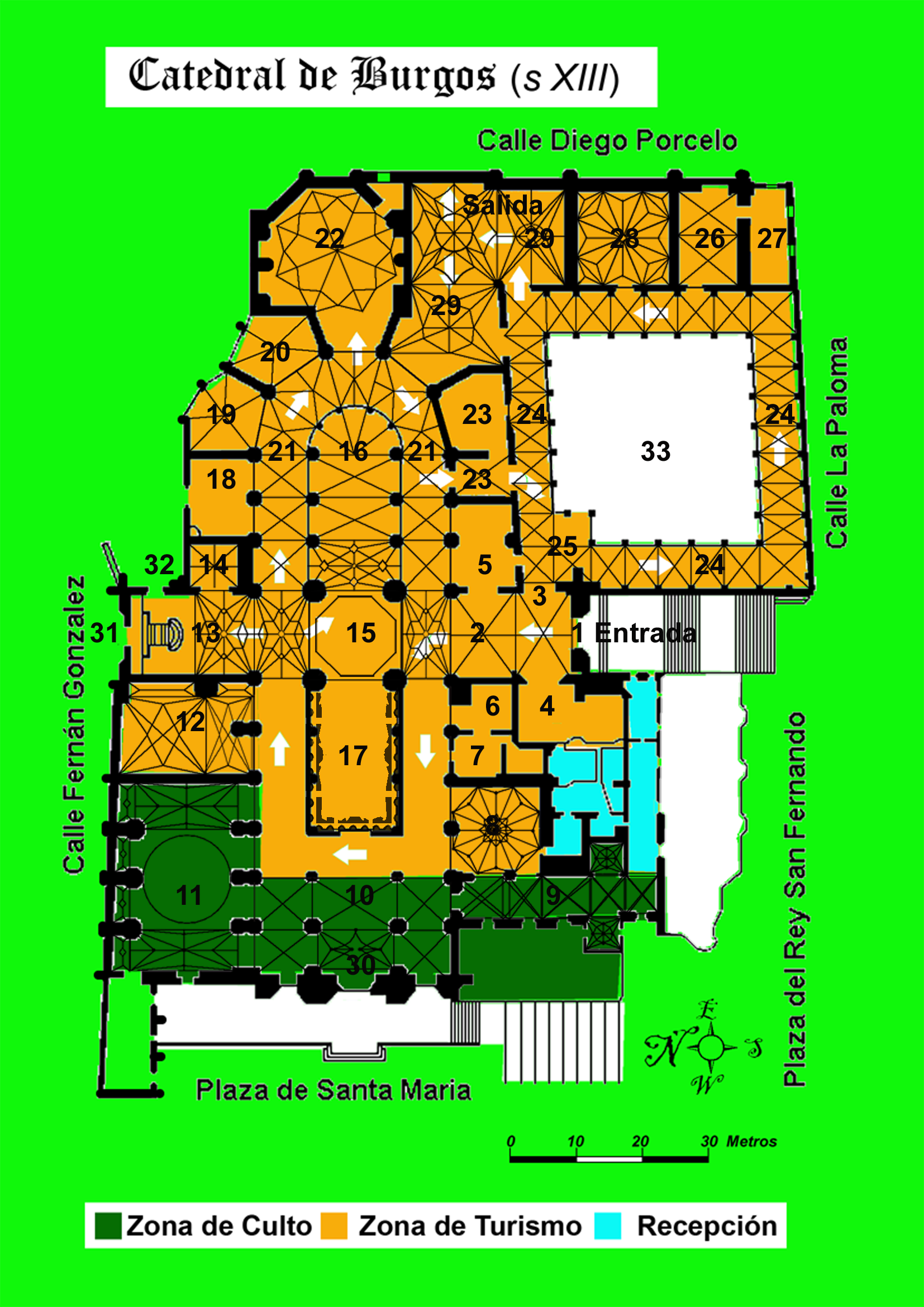
Planta actual, año 2008, de la catedral de Burgos iniciada en 1221

9. Capilla del Santísimo Cristo de Burgos.
10. Nave Central y Papamoscas.
11. Capilla de Santa Tecla
12. Capilla de Santa Ana o de la Concepción.
13. Transepto, brazo Norte y Escalera Dorada.
14. Capilla de San Nicolás.
15. Crucero, Cimborrio, Tumba del Cid y Dña. Jimena.
16. Capilla y Retablo Mayor.
17. Nave Central, Coro.
18. Capilla de la Natividad.
19. Capilla de la Anunciación.
20. Capilla de San Gregorio.
21. Naves laterales, Deambulatorio y Girola.
22. Capilla del Condestable.
23. Sacristía.
24. Claustro alto.
25. Capilla claustral de San Jerónimo.
26. Capilla del Corpus Christi.
27. Sala Capitular.
28. Capilla de Santa Catalina.
29. Capilla de San Juan Bautista y Santiago.
30. Nártex, Puerta de Santa María.
31. Puerta de la Coronería.
32. Puerta de la Pellejería.
33. Claustro bajo.

### Fundación gótica y obras en los siglosxiiiyxiv

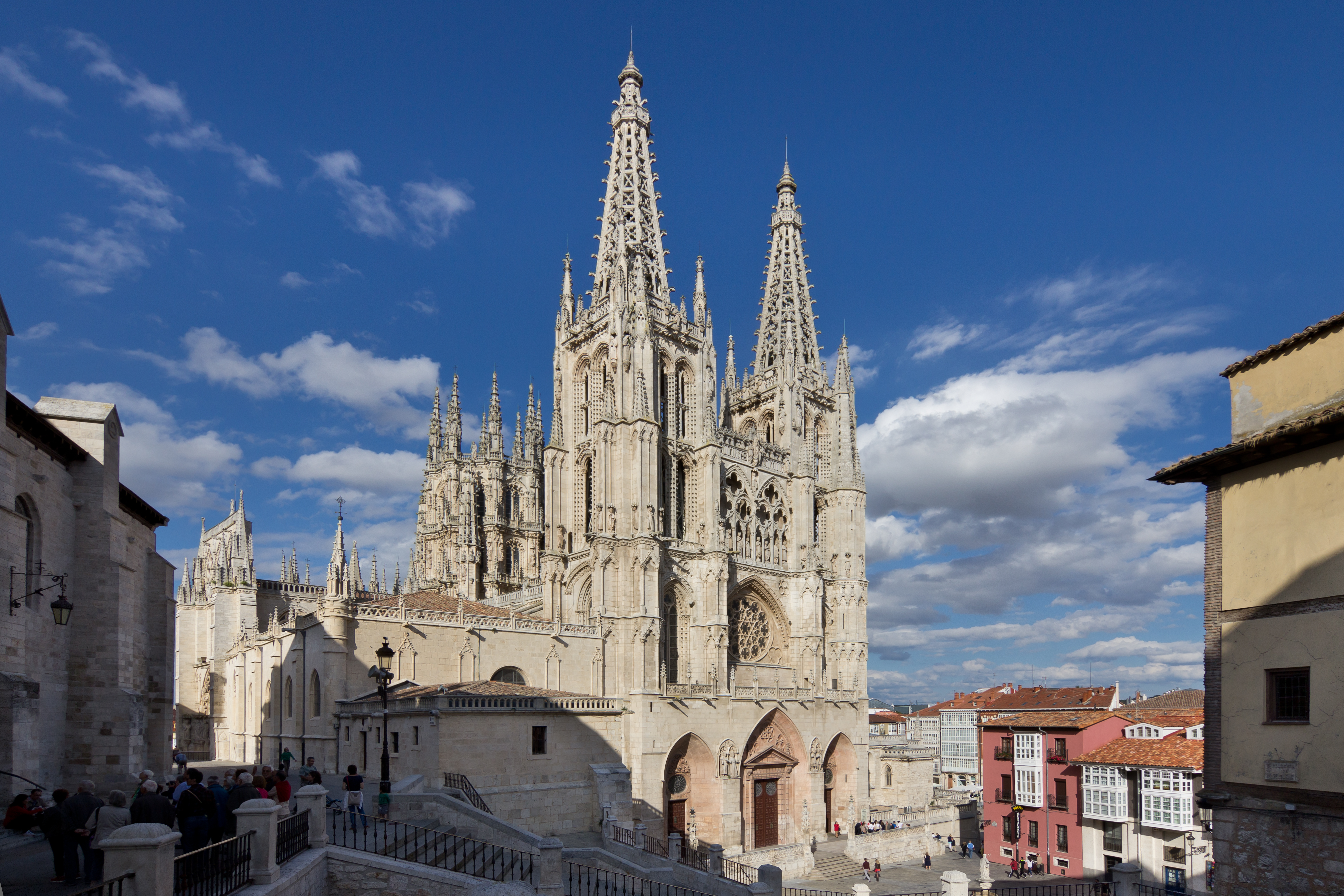
Fachada oeste de la Catedral.

La primera piedra de la nueva catedral se colocó el 20 de julio de 1221 en presencia de los promotores del templo: el rey Fernando III de Castilla y el obispo Mauricio, prelado de la diócesis burgalesa desde el año 1213. Cabe suponer que el primer maestro de obras fue un anónimo arquitecto francés si bien algunos investigadores dan el nombre del canónigo Johan de Champagne, citado documentalmente en 1227-, muy probablemente traído a Burgos por el propio obispo Mauricio, tras el viaje que había realizado por Francia y Alemania para concertar el matrimonio del monarca con Beatriz de Suabia, ceremonia nupcial que se realizó precisamente en la vieja catedral románica.

La construcción de la catedral, emplazada justo en el punto donde comienza a empinarse la ladera del cerro presidido por el Castillo, se inició por la cabecera y el presbiterio, lugar este donde se sepultó al obispo fundador, cuyos restos fueron posteriormente trasladados al centro del coro capitular. 

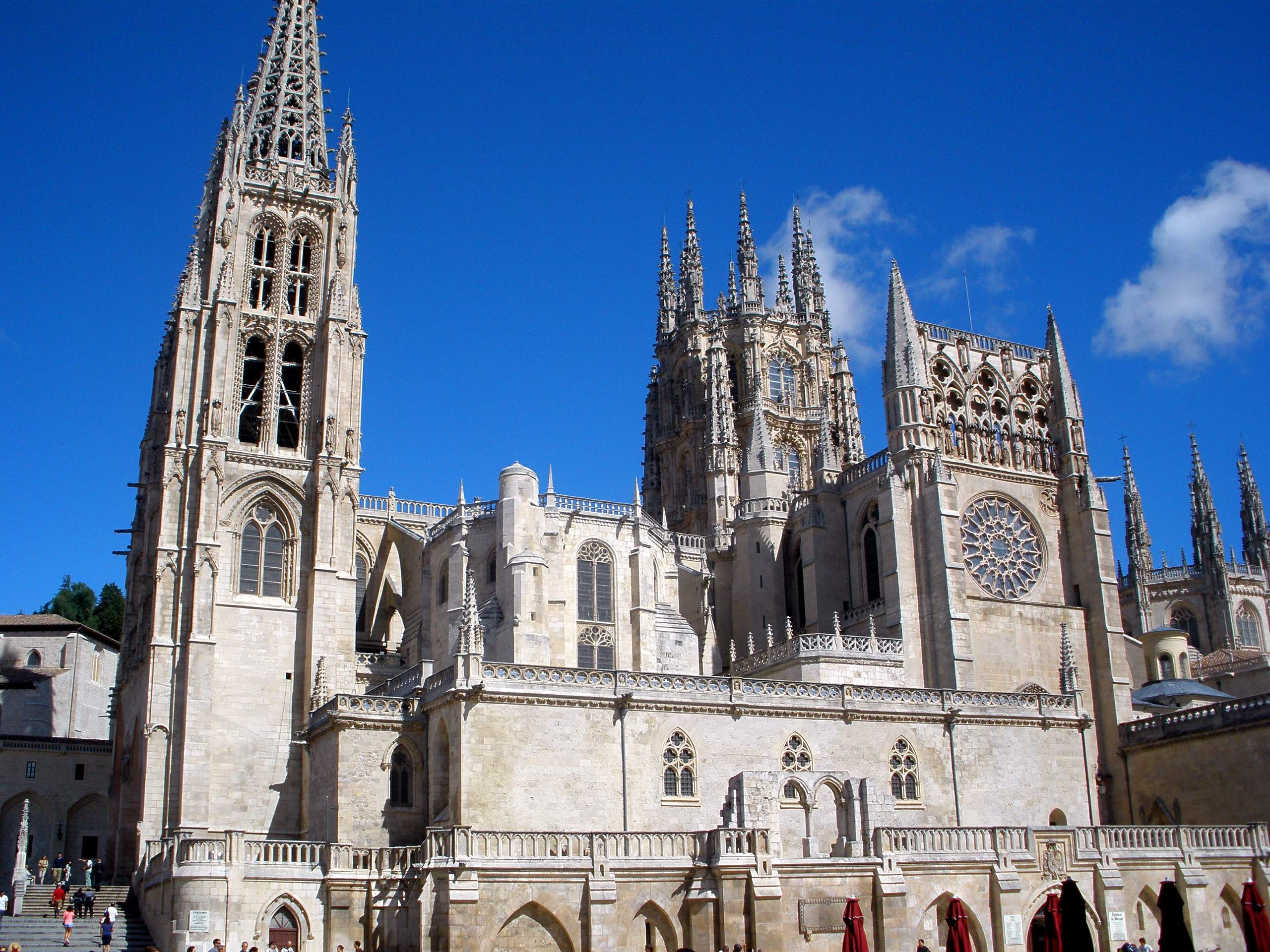
Lado meridional, desde la plaza de San Fernando

Hacia el año 1240 asumió la dirección de las obras el llamado Maestro Enrique, también de origen galo, que después se haría cargo de la construcción de la catedral de León y que sin duda se inspiró en la Catedral de Reims, con cuya fachada el hastial de la seo burgalesa guarda grandes semejanzas. Las obras avanzaron con gran rapidez y para 1238, año de la muerte del prelado fundador, sepultado en el presbiterio, ya estaban casi terminadas la cabecera y buena parte del crucero y las naves. La consagración del templo tuvo lugar en 1260, aunque consta la celebración de oficio divino en él desde el año 1230.
Entre la segunda mitad del siglo xiii y principios del xiv se completaron las capillas de las naves laterales y se construyó un nuevo claustro. Al maestro Enrique, fallecido en 1277, le tomó el relevo el maestro Johan Pérez, este ya hispano. Otros canteros posteriores fueron Aparicio Pérez, activo en 1327, Pedro Sánchez de Molina y Martín Fernández, fallecidos respectivamente en los años 1396 y 1418.

### Ampliaciones y reformas en los siglosxvaxviii
En el siglo xv la familia Colonia incorporó las agujas de las torres de la fachada principal, el cimborrio sobre el crucero y la Capilla de los Condestables. En el siglo xvi, además de las modificaciones realizadas en varias capillas, destaca la construcción de un nuevo cimborrio por Juan de Vallejo, que sustituyó al de Juan de Colonia (hundido tras un huracán). En el siglo xviii se realizaron la Capilla de Santa Tecla, la Capilla de las Reliquias y la Sacristía.

### Restauraciones de los siglosxixyxx

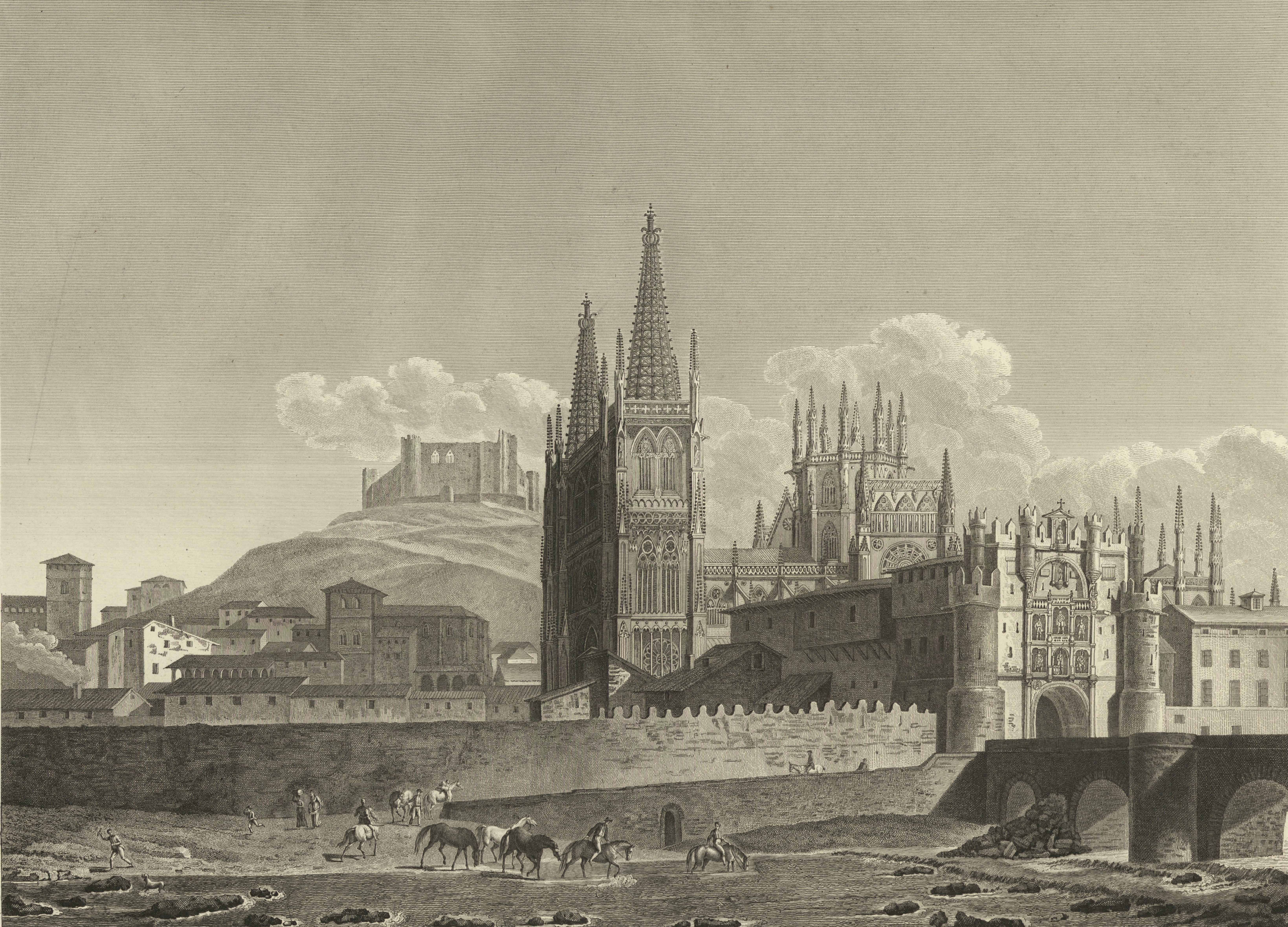
Vista de la catedral y el arco de Santa María a comienzos del siglo

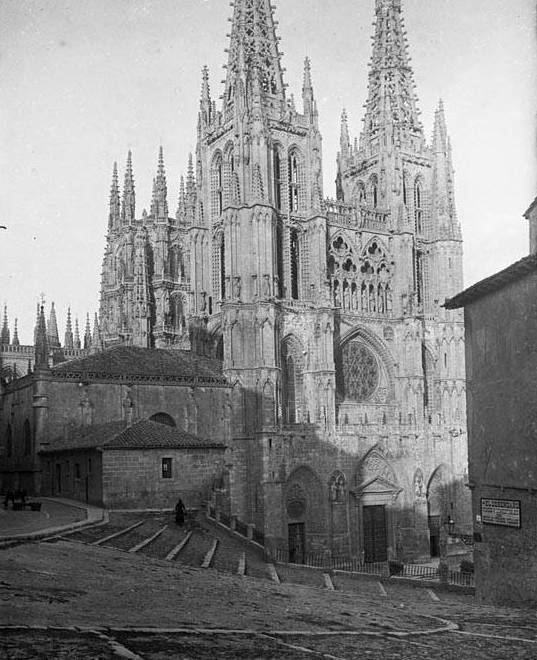
Aspecto a finales del siglo

La catedral de Burgos debe su gran cantidad de obras de arte de los siglos xiii al xviii, sobre todo, al hecho de que durante los siglos xix y xx no se emprendiese ninguna restauración decisiva.
Fuera del ámbito del claustro nuevo solo se reformó de modo esencial, después del el año 1800, la capilla del Santo Cristo o de Nuestra Señora de los Remedios, situada en la zona oeste del claustro viejo. La renovación comenzó con el traslado del altamente venerado crucifijo del Santo Cristo desde el Real Monasterio de San Agustín a la capilla que, a partir de entonces, se llamó capilla del Santo Cristo de Burgos. En la década de 1890 Vicente Lampérez y Romea, maestro arquitecto de la catedral desde el año 1887, emprendió una restauración profunda de esta capilla, quitando el enlucido adicionado de los muros y bóvedas y se renovó por completo la portada que da a la nave. También se remontan a esta restauración las ventanas de tracería neogótica, las arcadas ciegas de los muros y la mayor parte de los restantes elementos arquitectónicos.
Entre los años 1899 y 1911 Lampérez restauró, asimismo, el llamado claustro nuevo, consiguiendo recuperar en lo esencial su forma original. En el claustro se había sobreedificado un tercer nivel con pequeñas ventanas barrocas que este arquitecto hizo eliminar y, de paso, abrió las ventanas originales del claustro que habían quedado casi cerradas. La instalación de vidrieras ornamentales siguiendo modelos y técnicas antiguas, representó el final de la restauración. Mientras que el cuerpo superior del claustro casi no experimentó ningún cambio, el claustro inferior se vio notablemente restaurado. Las formas de su nervadura, aparentemente del gótico tardío, se deben a Lampérez. Antes de la restauración, el claustro inferior se encontraba dividido en varios compartimentos y, en general, en estado de mala conservación. Es probable que durante la restauración del claustro se eliminara la caja de escalera que se había adicionado posteriormente, situada en la esquina suroeste interior del mismo claustro. Con posterioridad, la conexión entre ambos niveles del claustro solo se establece a través de una escalera de madera situada bajo la capilla de San Jerónimo.
La restauración más reciente de la catedral, de mano del arquitecto Marcos Rico Santamaría, ha reemplazado la techumbre mediante un entramado de acero ligero. En relación con la estrella de nervadura libremente suspendida en la torre centro del transepto, se ha tendido una superficie de vidrio que logra la iluminación completa del entramado de la nervadura. Prescindiendo de estas últimas medidas, pocos han sido los recientes intentos de modificar la sustancia arquitectónica y escultural de la catedral. El 12 de agosto de 1994, una estatua de San Lorenzo se desprendió del tramo final de la torre norte de la fachada principal, lo que hizo pública la inmediata necesidad de reanudar las medidas de protección y conservación del monumento.
Por último, son reseñables otras intervenciones coetáneas, como ha sido la eliminación a principios del s. xx de algunas construcciones que habían sido adosadas al templo, algunas eran viviendas, como las casas compradas y derribados por el Ayuntamiento de Burgos bajo el mandato de Lucas Saiz Sevilla, mientras que otras eran edificios de uso eclesiástico como el Palacio Arzobispal. En el interior del templo, los espacios han sido calefactados con suelos radiantes.

## Arquitectura exterior

### Fachada de Santa María

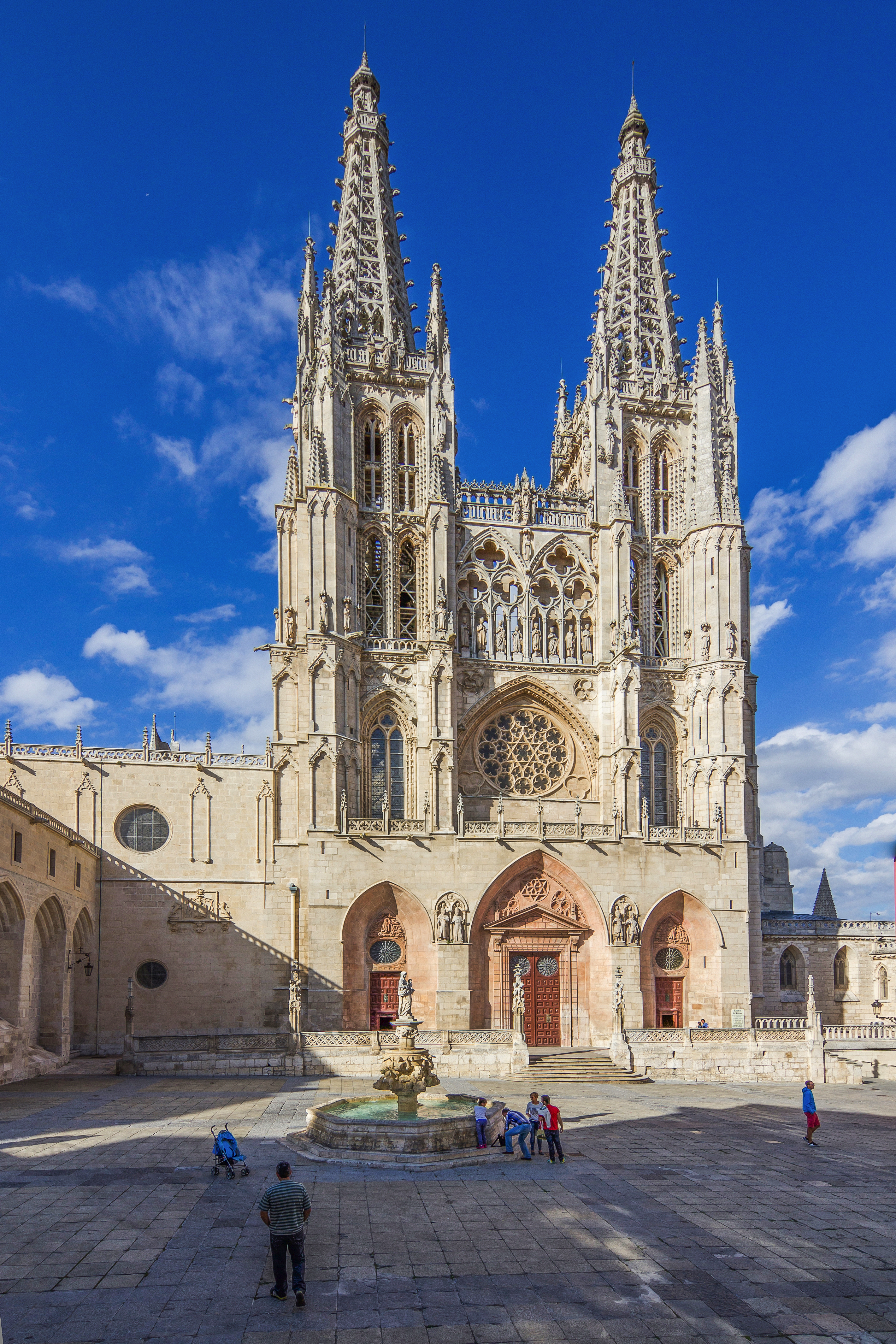
Fachada de Santa María.

Al descender por las escaleras que bajan a la plaza de Santa María se puede contemplar la fachada occidental del templo, inspirada en las de las catedrales de París y Reims.

En el cuerpo inferior se abre la Portada de Santa María, formada por tres arcos apuntados y abocinados que cobijan la Puerta Real, o del Perdón, el central, y las de la Asunción y la Inmaculada, los laterales. Esta portada era obra del siglo xiii y, con su iconografía dedicada a la Virgen, estaba considerada como la más importante manifestación escultórica de estilo gótico en Castilla, pero su grave deterioro obligó a reconstruir austeramente las puertas laterales, en 1663 por Juan de Pobes, y la central, en estilo neoclásico, con vano adintelado y frontón triangular, en 1790; en los tímpanos de las laterales se colocaron los relieves de la Concepción y la Coronación, salidos de la mano de Juan de Pobes, y en las enjutas, dos arquillos laterales dobles que cobijan sendas estatuillas.

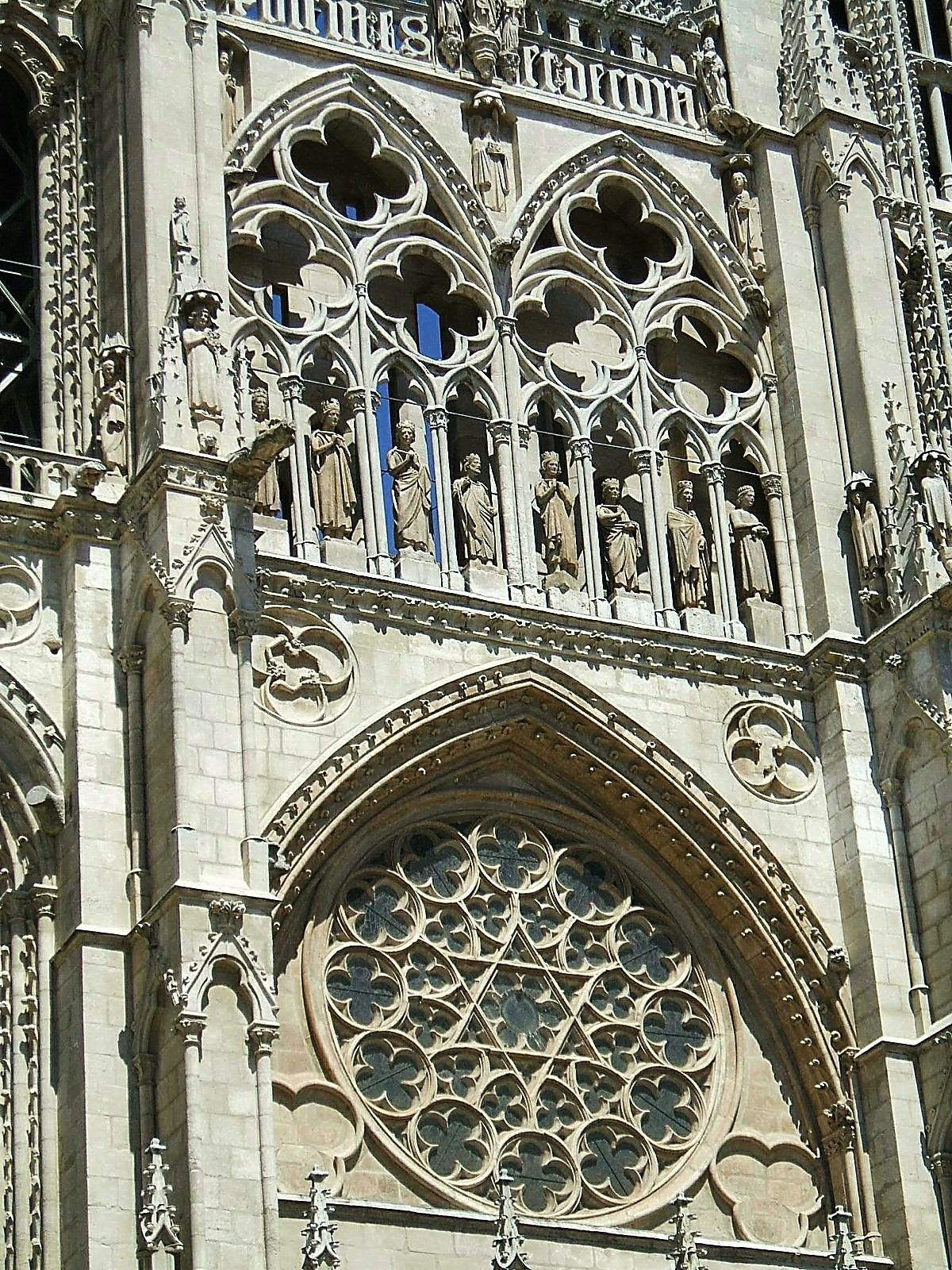
Fachada de Santa María, rosetón y galería

El segundo cuerpo de la calle central de la fachada es obra del siglo xiii y en él se abre un rosetón de aire cisterciense, con tracería de estrella de seis puntas, o de sello de Salomón. En el tercer cuerpo de la misma calle se abre una elegante galería, jalonada por sendas agujas y varios pináculos, y formada por dos grandes ventanales con maineles y tracería de tres óculos cuadrilobulados; bajo los ocho arquillos que forman los maineles de ambos arcos están colocadas las estatuas de los ocho primeros reyes de Castilla, de Fernando I a Fernando III. Corona la calle una fina barandilla-crestería de arquillos ojivales sobre la que se alza una estatua de la Virgen con el Niño, acompañada de la leyenda, alusiva a la Madre de Cristo, Pulchra es et decora. Este remate fue realizado a mediados del siglo xv por Juan de Colonia.

Sobre las puertas laterales del primer cuerpo se alzan dos torres casi gemelas del siglo xiii y de tres cuerpos, con pilastras decoradas con pináculos y estatuas en sus ángulos, y con decorados vanos ojivales en cada cara de cada cuerpo: uno abocinado con mainel y tracería de óculo, tapado con vidrieras, en el primero; dos geminados sin mainel y sin tracería, en el segundo; y otros dos geminados con mainel y tracería, en el tercero. 

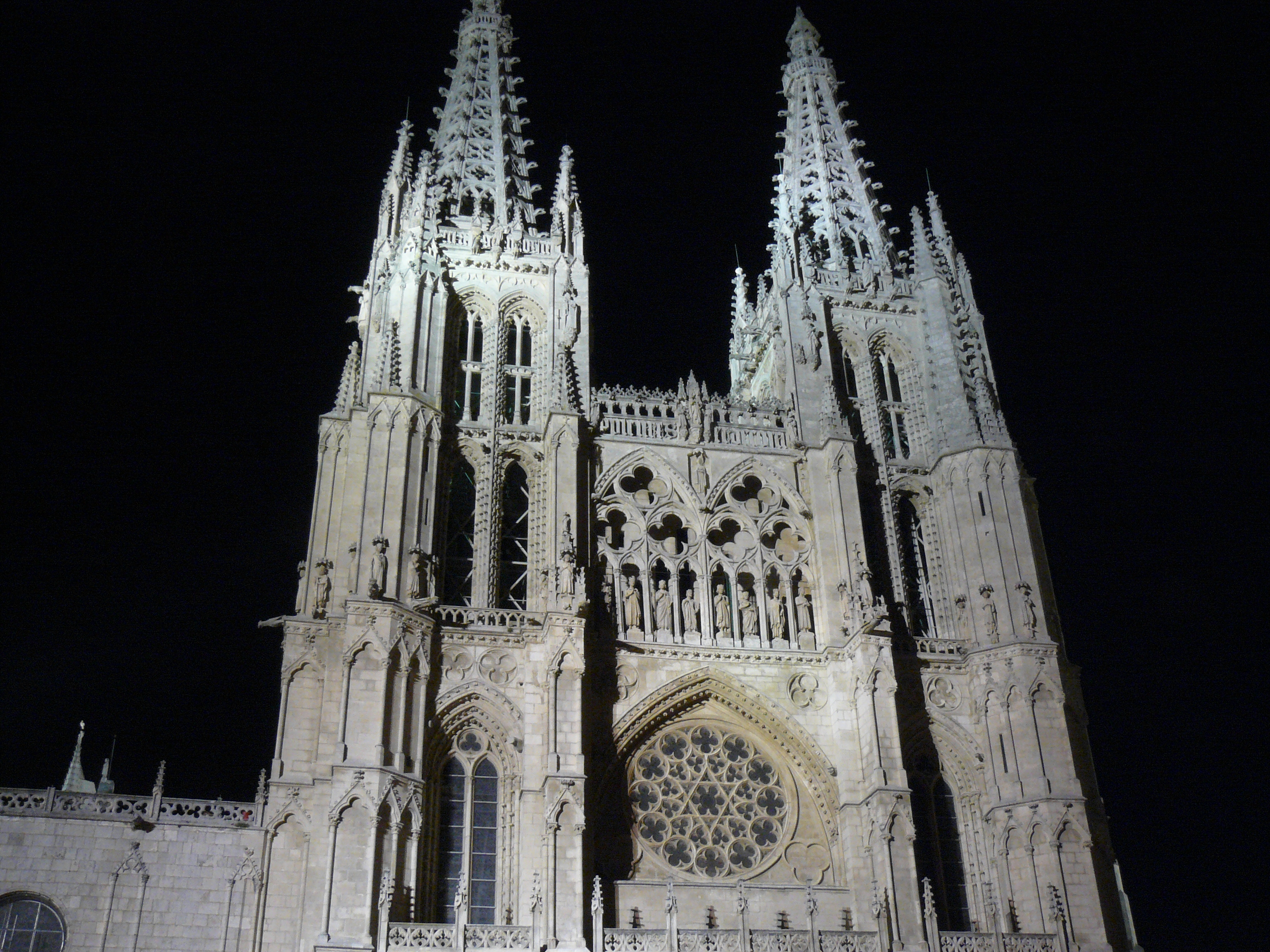
Fachada iluminada

Sobre estas torres, a mediados del siglo xv, Juan de Colonia elevó sendas agujas o chapiteles piramidales de base octogonal y de finos calados que configuraron definitivamente la silueta de la seo burgalesa. Su progenie suevoalemana coincide con el proyecto de la catedral de Colonia, que pudo conocer el maestro Juan, si bien las agujas de la ciudad alemana no se realizaron hasta el siglo xix. Las construidas hasta ese momento eran las de la Catedral de Friburgo de Brisgovia y la de Basilea. Los chapiteles burgaleses fueron levantados con las aportaciones económicas del obispo Alonso de Cartagena y de su sucesor en la sede, Luis de Acuña, cuyos blasones, junto con los de la monarquía castellano-leonesa, aparecen en los antepechos que conectan con las cúspides de las torres. En estos antepechos el maestro Juan dispuso también la leyenda pax vobis y la escultura de Cristo mostrando las huellas de su Pasión, en uno, y la leyenda ecce Agnus Dei (he aquí el Cordero de Dios) y una escultura de San Juan Bautista, en el otro.
Jalonan el conjunto de la fachada dos torrecillas poligonales, decoradas con arquillos lobulados, con pináculos y con estatuas y rematadas en agujas piramidales que ascienden hasta el arranque de las agujas de las torres; en su interior albergan sendas escaleras de caracol que ascienden al triforio y a las bóvedas de la catedral.

### Fachada y Puerta del Sarmental

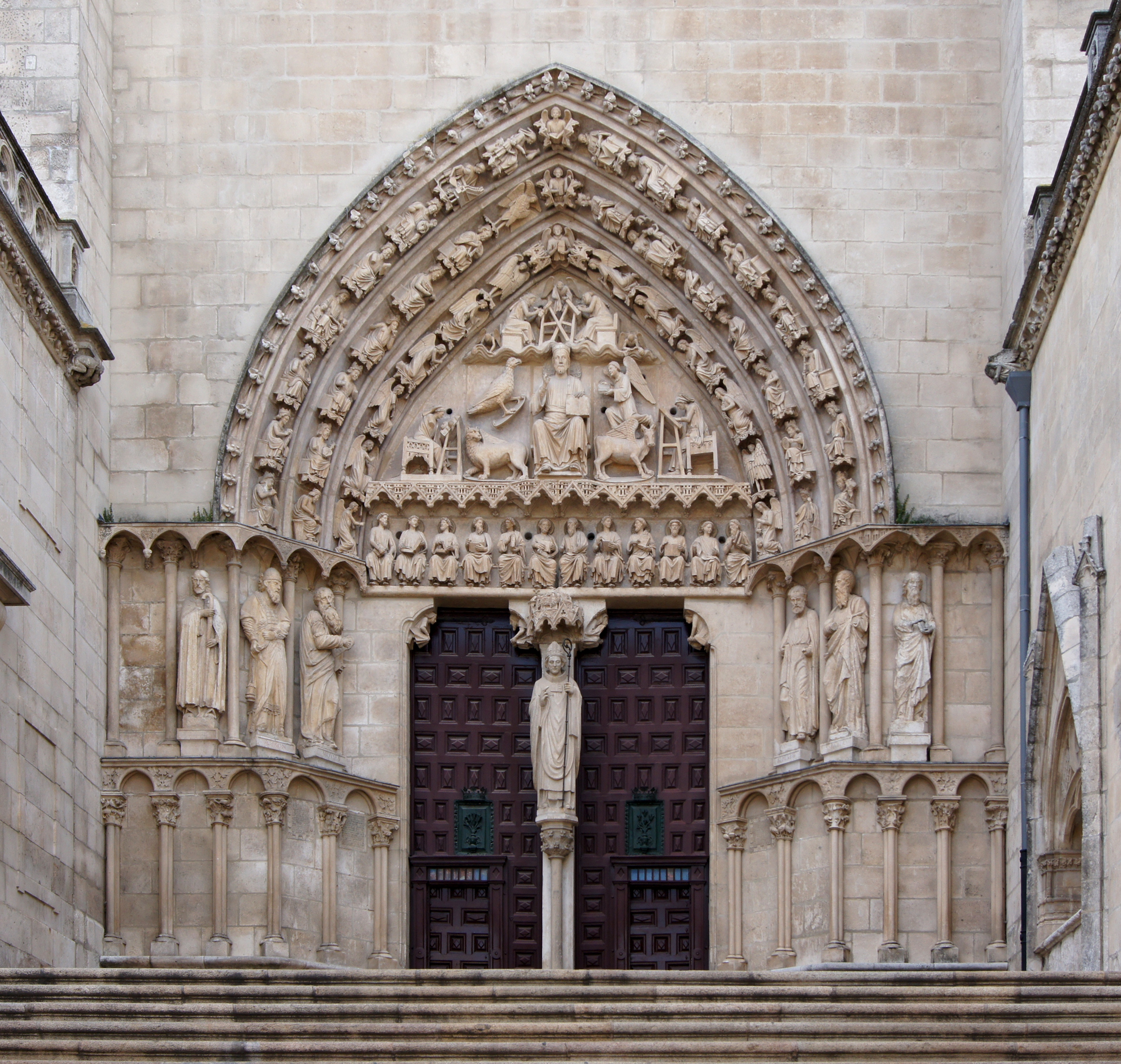
Puerta del Sarmental.

Menos conocida como Puerta Sacramental, esta portada, abierta en el brazo meridional del 
transepto y asomada a la Plaza del Rey San Fernando, hecha de piedra, desde la que se accede salvando una pronunciada escalinata, fue construida aproximadamente entre 1230 y 1240. Se trata de uno de los mejores conjuntos escultóricos del clasicismo gótico del siglo xiii en España. Está dedicada al tema arcaizante de Cristo en Majestad, aunque empleando una plástica innovadora.
El elemento central y artísticamente más depurado es el tímpano, cuya ejecución se atribuye a un artista franco referido como el Maestro del Beau Dieu de Amiens. Lo que es indudable es la influencia de la escultura de la catedral de Amiens en la magistral portada burgalesa. En este espacio casi triangular se representan a Jesús sedente como Pantocrátor mostrando el Libro de la Ley y, rodeándole, los Cuatro Evangelistas, en su caso representados de doble manera: icónicamente, con ellos mismos inclinados sobre sus pupitres de escritura redactando los Evangelios, y simbólicamente, por el Tetramorfos. Debajo, separado por un dintel, aparece un Apostolado al completo en pose sedente, atribuido a otro artista francés conocido como el Maestro del Sarmental. El tímpano es rodeado por tres arquivoltas que ocupan los 24 ancianos del Apocalipsis, tocando o afinando instrumentos musicales medievales, varios coros de ángeles y una alegoría de las artes. Este conjunto iconográfico debió ser tallado por escultores locales dirigidos por los maestros franceses.

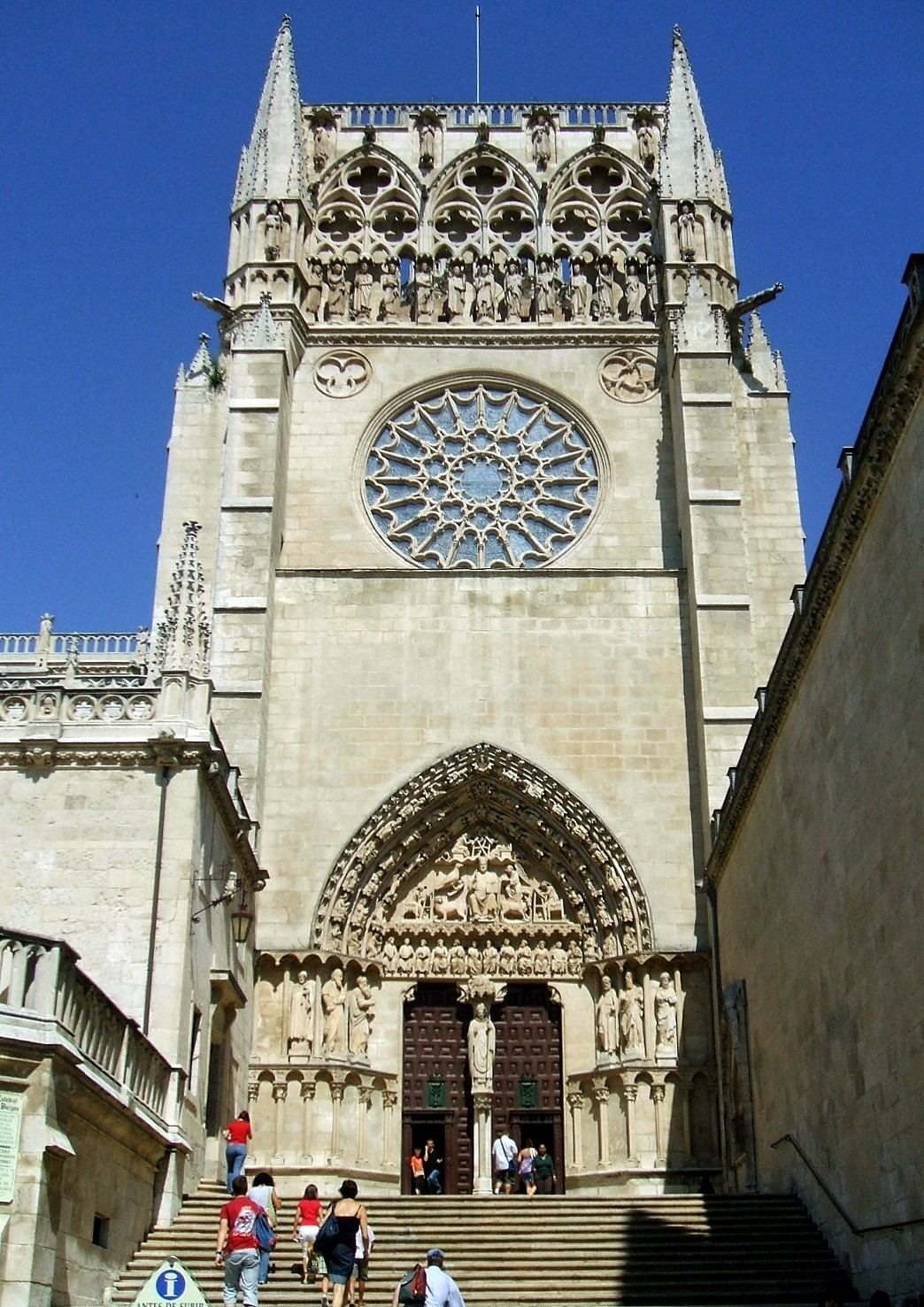
Fachada del Sarmental

La puerta está dividida por un parteluz en el que aparece, cubierta por un dosel sobre el que se efigia al Cordero, una moderna estatua (sustituyendo a la deteriorada original, que pudo ser tallada también por el Maestro del Sarmental) representando a un obispo; es tradición identificar al retratado como Mauricio, aunque bien pudiera tratarse de Asterio o de san Indalecio, primer obispo de Almería, mártir y cristianizador de las tierras burgalesas. En las jambas laterales se encuentran esculpidas seis figuras, posteriores al resto de la portada, cuatro de las cuales representan a Moisés, Aarón, san Pedro y san Pablo; las otras dos no son fácilmente identificables.
Aunque la Portada concentra todo el interés, no puede pasarse por alto el resto del hastial, que escoltan robustos contrafuertes rematados en pináculos. Es trabajo posterior, de finales del siglo xiii. Sus dos cuerpos superiores, estructurados a semejanza del cuerpo central de la Fachada de Santa María, están ocupados por un rosetón y sobre él un conjunto de galería abierta con tres arcos con intradoses calados con triple cuatrifolio y apoyados en maineles frente a los que asoma una estatuaria interpretada como la Divina Liturgia, donde Cristo administra la Eucaristía flanqueado por doce ángeles ceriferarios y turiferarios.
En la actualidad, las visitas turísticas acceden a la Catedral por la Puerta del Sarmental.

### Fachada y Puerta de la Coronería

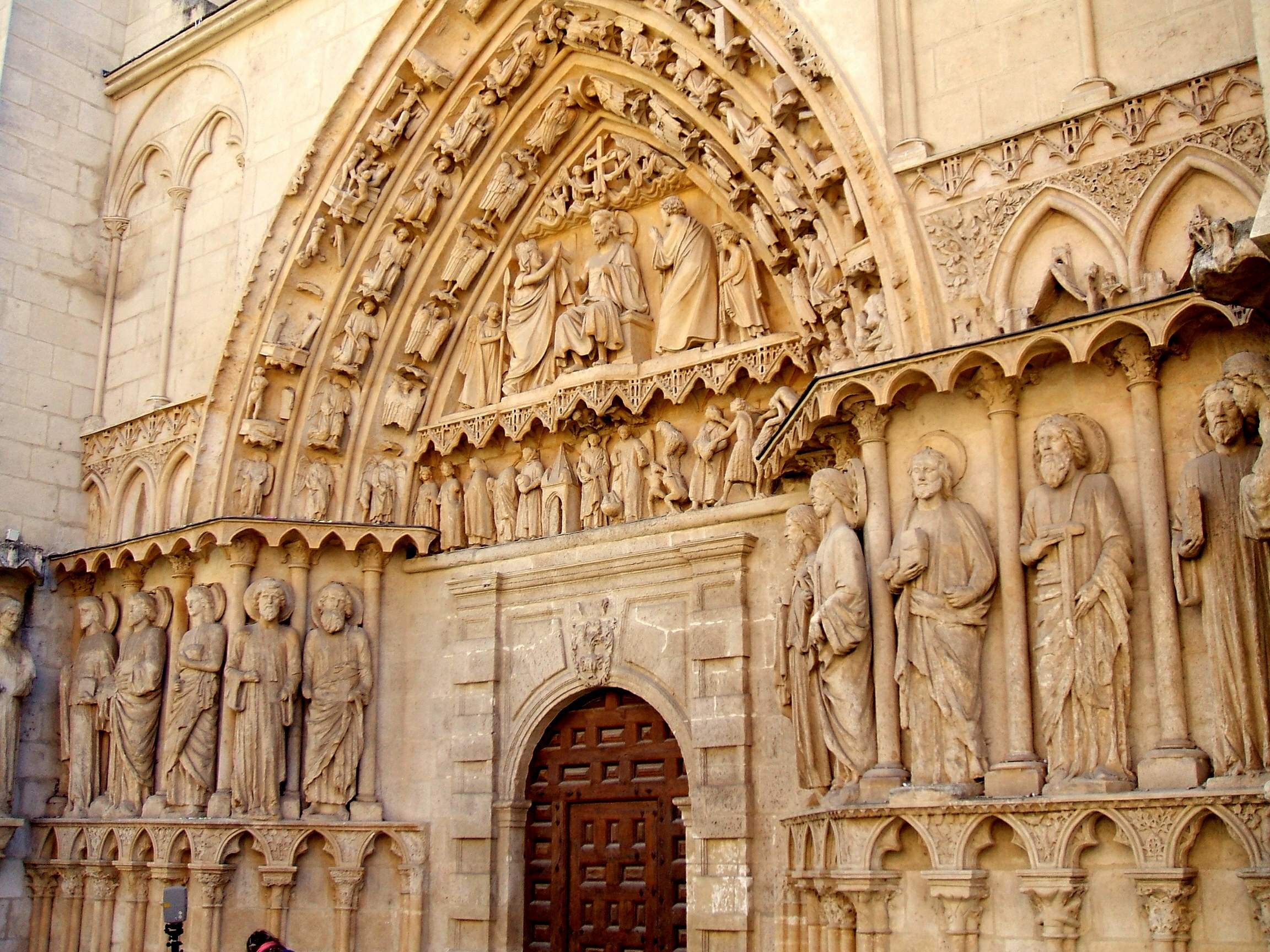
Puerta de la Coronería (s. xiii)

En el hastial del brazo norte del crucero, a la altura de la calle Fernán González pero en un nivel varios metros más elevado que el del suelo del templo, se abre la portada de la Coronería, o Puerta de los Apóstoles, que desde el interior de la catedral se comunica con la nave mediante la Escalera Dorada de Diego de Siloé, siendo el autor de los antepechos de la barandilla el maestro Hilario, con diseño también de Diego de Siloé. Es obra realizada entre los años 1250 y 1257 por artistas locales pertenecientes al círculo del maestro Enrique, denominado a veces maestro de la Coronería. Plenamente gótica, parte de los temas escultóricos prolongan sin embargo la tradición románica. Además, el entorno de la puerta fue reformado en el xviii, en 1786, con un arco de medio punto de grandes dovelas y de estilo barroco, el cual sustituyó un parteluz gótico en el que estaría representada la figura de Dios Padre. Al poco de acometer la remodelación, el cabildo decidió clausurar esta puerta por el excesivo y molesto tránsito de vecinos que descendían hacia la parte baja de la ciudad con bastimentos y utensilios. Terminó así otro trasiego de gentes, este piadoso, ya que por la Coronería accedían a la catedral los peregrinos que seguían el Camino de Santiago.

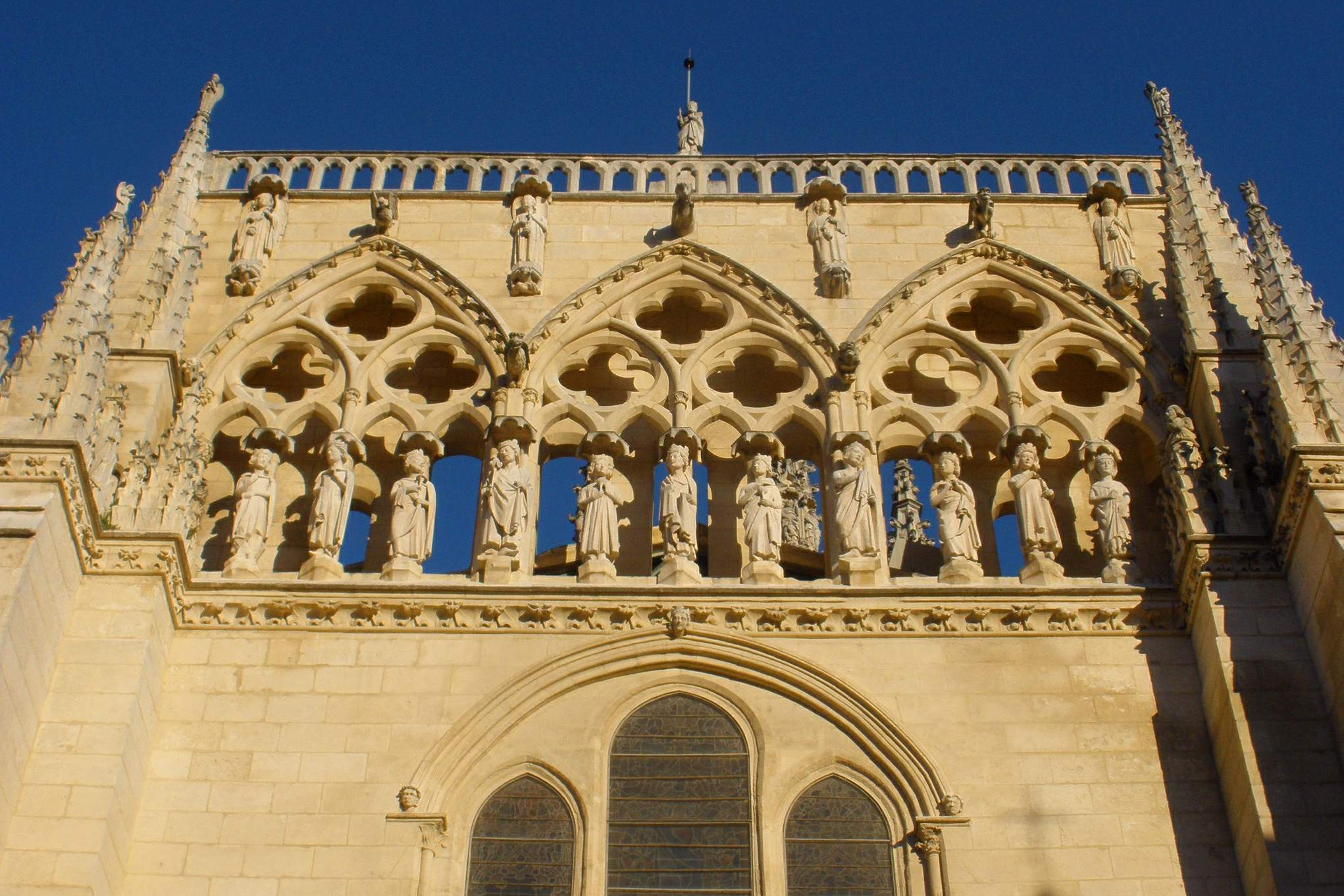
Testero de la fachada de la Coronería

Por debajo y encima de las jambas, y extendiéndose por el muro circundante, formando frisos, aparecen sendas series de arcos ciegos ojivales apuntados y trilobulados, que en el zócalo inferior montan sobre columnillas pareadas con capiteles vegetales. Esta galería ciega de trilóbulos y columnillas sirve de base a un Apostolado al completo, formado por estatuas de bulto redondo y de tamaño casi natural. Se presentan seis en cada lado, adosadas al muro y separadas por las jambas.
Las tres arquivoltas están guarnecidas por relieves de serafines en la interior, ángeles turiferarios en la intermedia, y escenas de la resurrección de los muertos en la exterior. El tímpano, dividido en dos partes, representa el Juicio Final. Sobre el dintel justo encima de la puerta aparece una larga escena en relieve presidida por San Miguel con una balanza pesando las almas; le rodean, a la izquierda, unos demonios que intentan desnivelar a su favor el peso de los pecados, así como los condenados que son conducidos al Infierno, y, a la derecha, una casita con la puerta abierta que representa la entrada al paraíso, en el que ya están unos nobles, un rey, una reina, un monje con capucha y un religioso franciscano, los bienaventurados. Este motivo de la psicostasis es una herencia iconográfica del arte románico. En la parte superior del tímpano aparece otro motivo habitual del románico, la Déesis, con Cristo entronizado como juez universal, con los brazos alzados, mostrando la herida del costado y flanqueado por la Virgen y San Juan que imploran piedad para las almas de los desdichados. En el vértice del tímpano, sobre unas nubes, unos ángeles portan las insignias de la Pasión. Los conatos de dramatismo y la expresión gesticulante que muestran varias de las imágenes de esta portada las alejan del pleno clasicismo francés y las ponen en relación con una corriente más naturalista de claro sabor hispano.
Se considera a esta portada emparentada con la del Juicio de la fachada occidental de la catedral de León y con la temática iconográfica de las catedrales de Reims y Chartres, aunque su referencia más evidente es la vecina Puerta del Sarmental, cuyo perfecto equilibrio, sin embargo, no consigue alcanzar.
La fachada de la portada de la Coronería se prolonga hacia arriba con un ventanal de triple arco escalonado y sobre él, jalonada por sendas agujas caladas, una galería de tres arcos ojivales, con maineles y tracería de tres círculos cuadrilobulados. Adosadas a los maineles hay doce estatuas coronadas alusivas a la realeza castellana y, adosadas a las enjutas de los arcos, ángeles turiferarios. Siguiendo con lo visto en la fachada del Sarmental, el hastial de la Coronería termina en su parte superior con una barandilla formada por arquillos.

### Puerta de la Pellejería

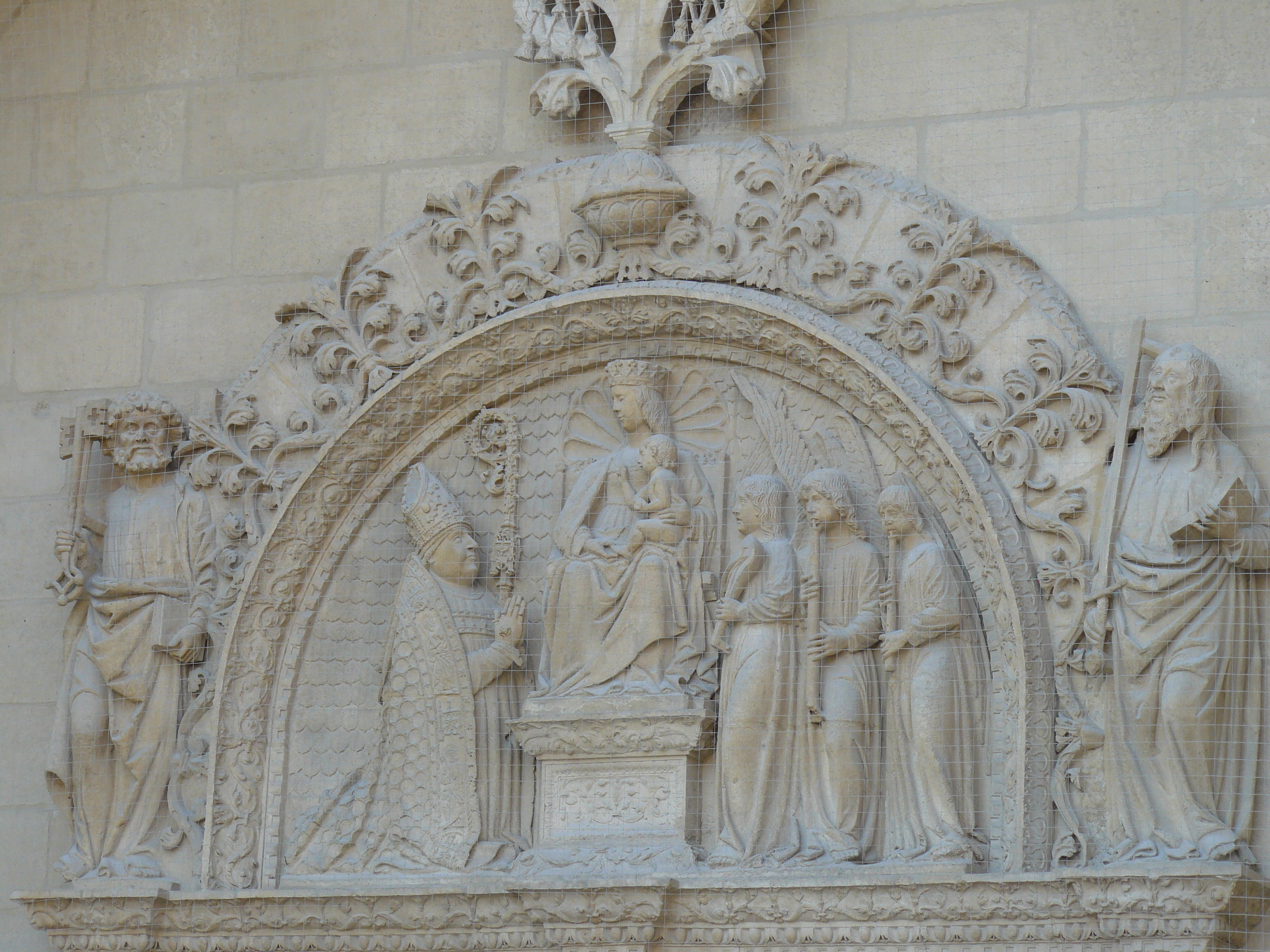
Tímpano de la puerta de la Pellejería (s. xvi)

Desde la plaza de La Llana se puede contemplar la Puerta de la Pellejería, menos conocida como Puerta del Canalejo, que, bajo un ventanal similar a los del ábside, se abre en el muro oriental del brazo norte del crucero, haciendo esquina con la Puerta de la Coronería e interiormente con la Escalera Dorada. Fue mandada realizar en 1516 por el obispo Juan Rodríguez de Fonseca como alternativa al acceso por la Puerta de la Coronería, al que daban un uso no religioso los habitantes de la parte alta de la ciudad, que la aprovechaban para alcanzar la parte baja de manera rápida y resguardada, bajando por una escalera y atravesando la Catedral. Su autor, Francisco de Colonia, nieto de Juan e hijo de Simón, concibió esta portada a modo de retablo gótico de dos cuerpos de tres calles, más ático, o frontón, pero con decoración plateresca en sus pilastras, frisos y entablamentos.
En la calle central, en el primer cuerpo, se abre la puerta, de arco de medio punto angrelado, con arquivolta decorada con estatuillas de los Apóstoles bajo doseletes, que siguen la dirección del arco; en el segundo cuerpo aparecen sendos relieves que representan el martirio de San Juan Bautista y San Juan Evangelista; en el ático, flanqueado por las estatuas de San Pedro y San Pablo, un frontón semicircular acoge un relieve de la Virgen entronizada con el Niño, entre ángeles músicos y con el obispo mecenas arrodillado a la izquierda; en las calles laterales, bajo sendos escudos del prelado Fonseca, aparecen las imágenes de diversos santos que al igual que los escudos fueron realizadas, antes del año 1523, por Bartolomé de la Haya. Aunque de gran valor por su detalle artístico, la Puerta de la Pellejería adolece de una falta total de proporción, consecuencia del estrecho espacio en que los autores hubieron de trabajar.
Hay que añadir que la nave central emplea para la descarga de fuerzas en las naves laterales juegos de doble arbotante, tomado de los grandes templos franceses como la Basílica de Saint-Denis y la Catedral de Notre-Dame de París.

## Arquitectura interior y capillas

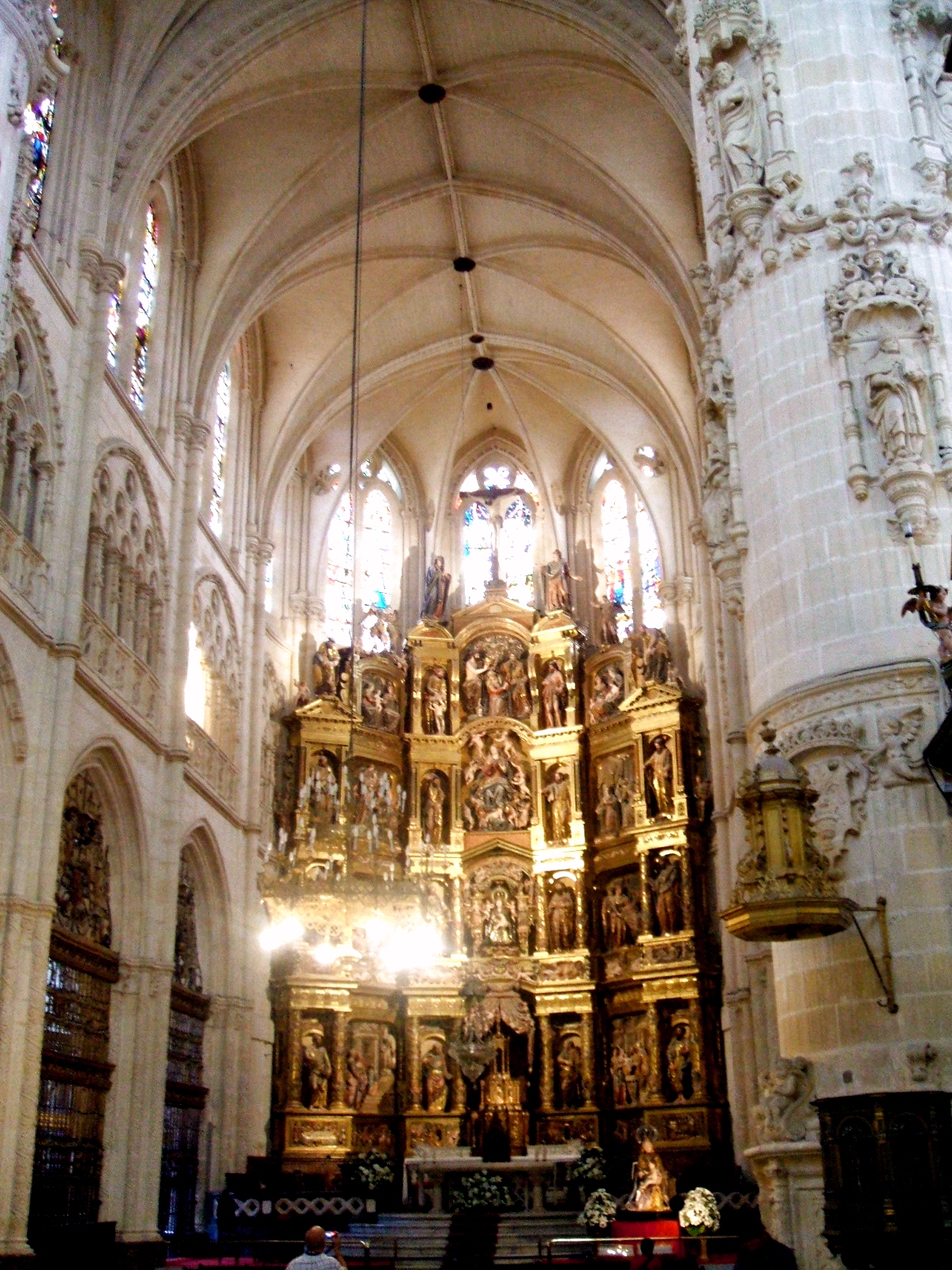
Aspecto de la capilla Mayor

El templo, si se excluyen las capillas laterales y las diversas dependencias anejas levantadas en etapas arquitectónicas posteriores, presenta planta de cruz latina, con dimensiones de 84 por 59 metros, que forman tres naves, siendo la central más ancha (11 metros) elevada (25 metros) y estando las laterales fusionadas en la cabecera mediante una girola o deambulatorio, y, cortándolas perpendicularmente, un transepto de una nave orientado en el eje norte-sur. El eje longitudinal de las naves del eje este-oeste se compartimenta en nueve tramos, tres de los cuales corresponden a la profunda Capilla Mayor, más el crucero y la cabecera pentagonal; el transepto o nave transversal consta de seis tramos, tres a cada lado y de la misma altura que la nave central. 

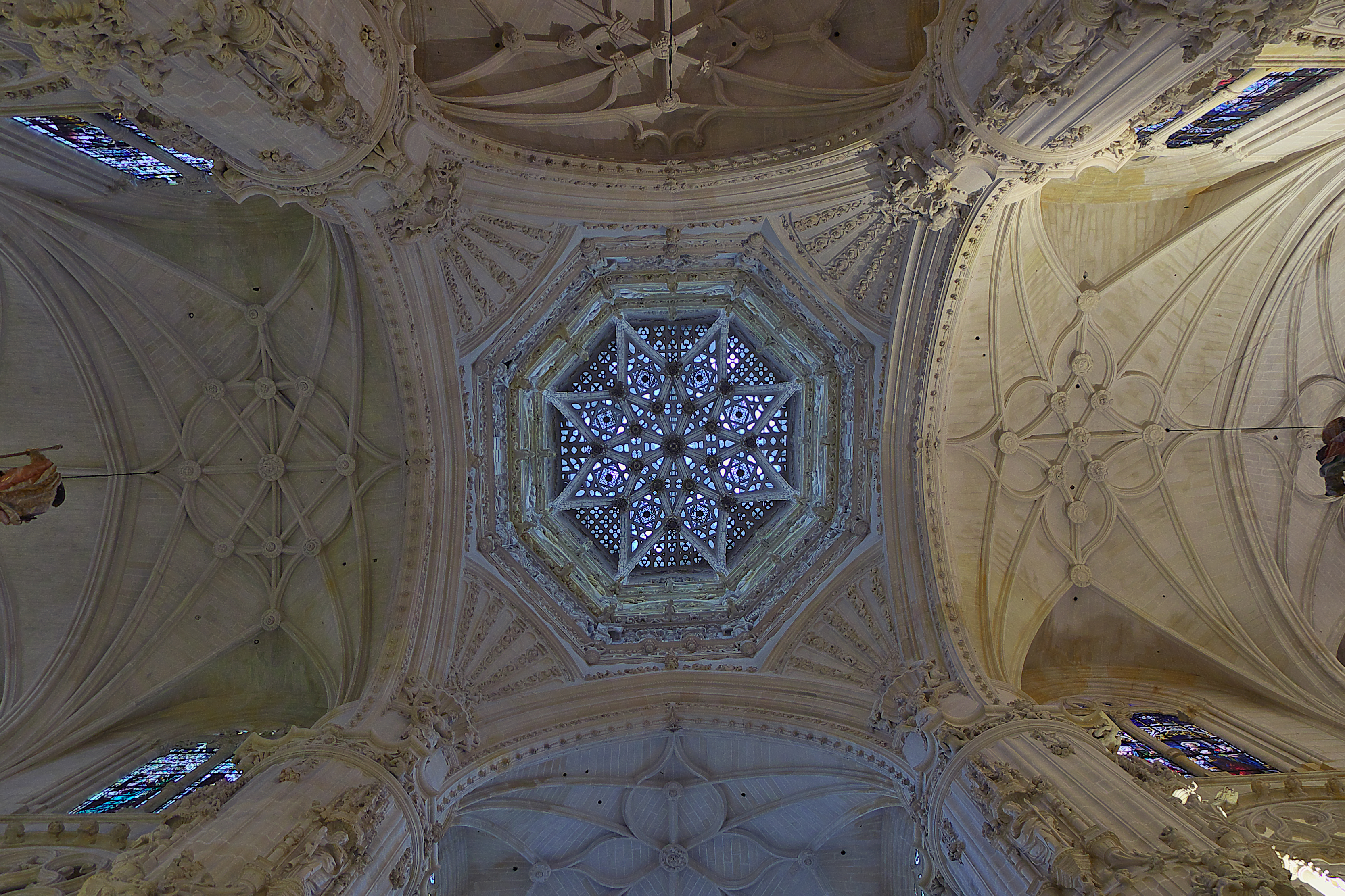
Juan de Vallejo. Cimborrio

Los alzados consisten en pilares octogonales, de núcleo cilíndrico y columnillas adosadas, salvo los que sostienen los arcos torales en el crucero, que son solo cilíndricos y de mucho mayor grosor. Las cubiertas se solucionan con bóvedas de crucería con nervio espinazo, simple en la mayoría de los tramos y compuesta con terceletes y combados en algunos tramos, como sucede en el transepto. Las bóvedas de los tramos de la girola son de cinco o seis radios, y las de los tramos de la nave central son barlongas, es decir, acusadamente rectangulares.
Es característico el elegante triforio que recorre toda la parte alta de los muros de la nave central y del transepto, inmediatamente por debajo de los vitrales. Cada arcada, de arco de medio punto festoneado con cabezas humanas, presenta un elaborado intradós consistente en siete vanos, trifolios y cuadrifolios, arquería apuntada y trilobulada separada por seis maineles y un antepecho a modo de balaustrada calada con motivo flamígero. Los tramos del triforio próximos al crucero tienen decoración flamígera más movida; fue el resultado de una modificación de finales del siglo xv llevada a cabo quizás por Juan de Colonia, momento en que se realizaron también los antepechos por iniciativa del obispo Acuña, cuyas armas se ostentan en varios puntos. Este modelo de alzado, de pilares, triforio y vitrales, parece inspirado en el de la catedral de Bourges.
En la parte superior de los muros se abren las amplias ventanas con vidriera partida en doble ojiva y rosetón superior. Tres son los rosetones: el de la fachada de Santa María y los que presiden los testeros del transepto.

### Nave mayor
- El Papamoscas y el Martinillo

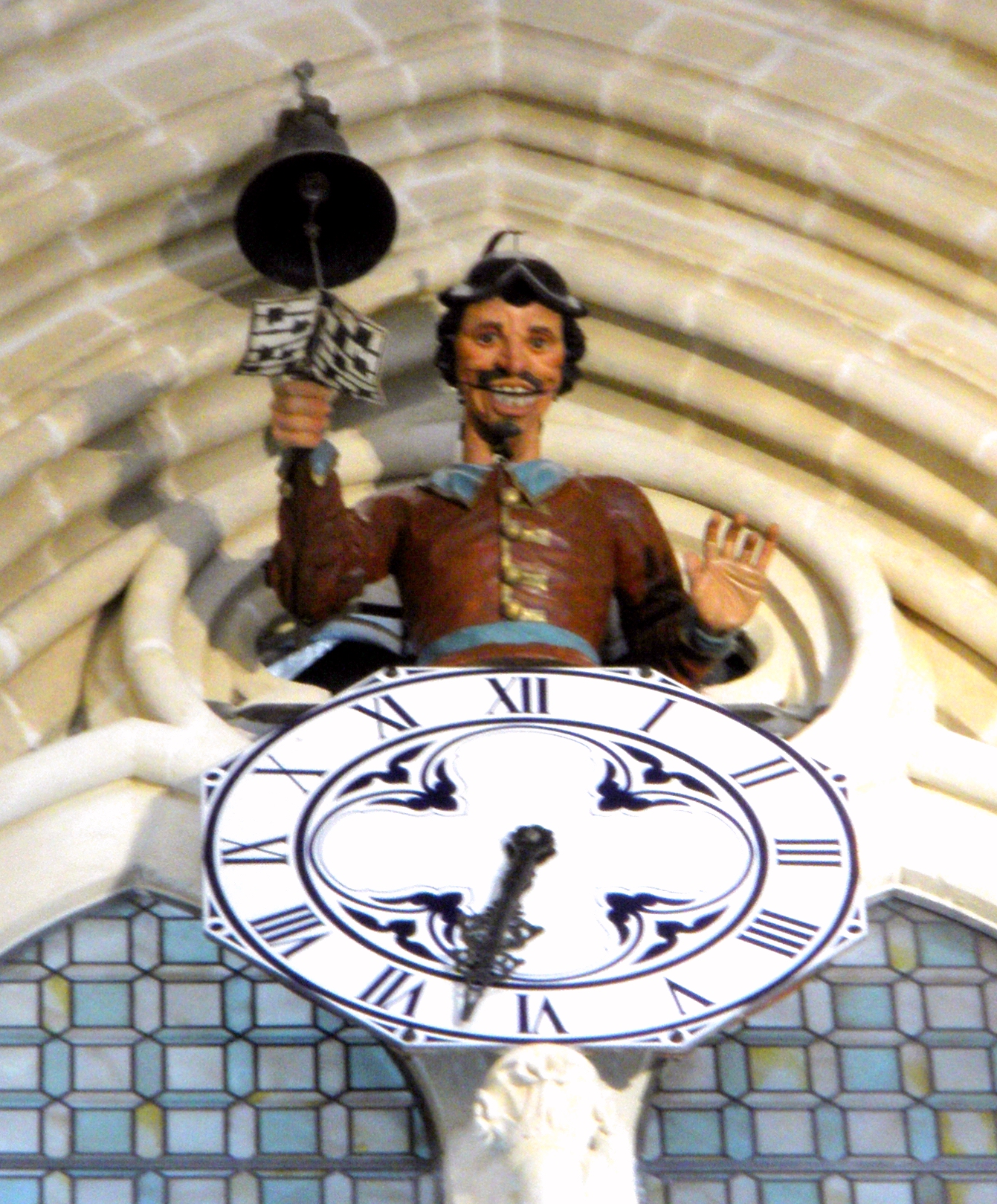
El Papamoscas

En los pies de la nave mayor, a gran altura, se halla un reloj con una figura articulada que, todas las horas en punto, mueve un brazo con el que da un campanazo y abre al tiempo la boca: se trata de un autómata del siglo xviii que recibe el nombre de Papamoscas. A su derecha, en un balcón, otro autómata, el Martinillo, se encarga de anunciar los cuartos de hora golpeando las campanas que le flanquean.
- Capilla Mayor

Consta de tres tramos, el primero, contiguo al crucero, con bóveda de crucería compleja y los dos siguientes con bóveda de crucería simple, más la cabecera pentagonal. Preside el espacio el retablo mayor, obra de estilo renacentista romanista comenzada en 1562 por Rodrigo de la Haya y completada tras su muerte en 1577 por su hermano, Martín de la Haya. Incluye colaboraciones escultóricas de Juan de Ancheta. Concluida la arquitectura y la escultura en 1580, en los años siguientes ejecutaron el dorado y la policromía los artistas Gregorio Martínez y Diego de Urbina. El retablo está presidido por la imagen de Santa María la Mayor, la titular de la catedral, de estilo gótico-flamenco de mediados del siglo xv. En el presbiterio se conservan algunos sepulcros góticos, entre ellos, el del infante Juan de Castilla el de Tarifa, que fue hijo del rey Alfonso X de Castilla.
- Coro y trascoro

Emplazado en medio de la nave mayor e inmediatamente anterior al crucero, el elemento más destacado del coro catedralicio es la sillería de nogal, monumental conjunto escultórico con forma de U, en su mayor parte labrado a partir del año 1505 y en estilo plateresco por Felipe Bigarny, quien cinceló en él una profusa serie de relieves con iconografía religiosa. Hasta el año 1522 las gradas laterales estuvieron emplazadas a ambos lados del presbiterio de la Capilla Mayor. La hilera transversal y partes menores de la sillería paralela al eje de la nave fueron talladas en otros momentos posteriores del siglo xvi y de comienzos del siglo xvii. El espacio acoge una reja de Juan Bautista Celma, dos órganos, el uno barroco y el otro neoclásico, y el bulto yacente del obispo Mauricio, obra gótica del siglo xiii tallada en madera y recubierta de cobre con apliques de pedrería y esmaltes de Limoges. Exteriormente, en paralelo a las naves laterales y al hastial de los pies de la Catedral, el conjunto coral se resuelve en un trascoro de estilo barroco clasicista de principios del siglo xvii, estructura que acoge valiosas esculturas de alabastro y una colección de lienzos dedicados a santos que figuran entre lo más destacado de la obra del pintor Juan Ricci.

### Transepto
- Cimborrio

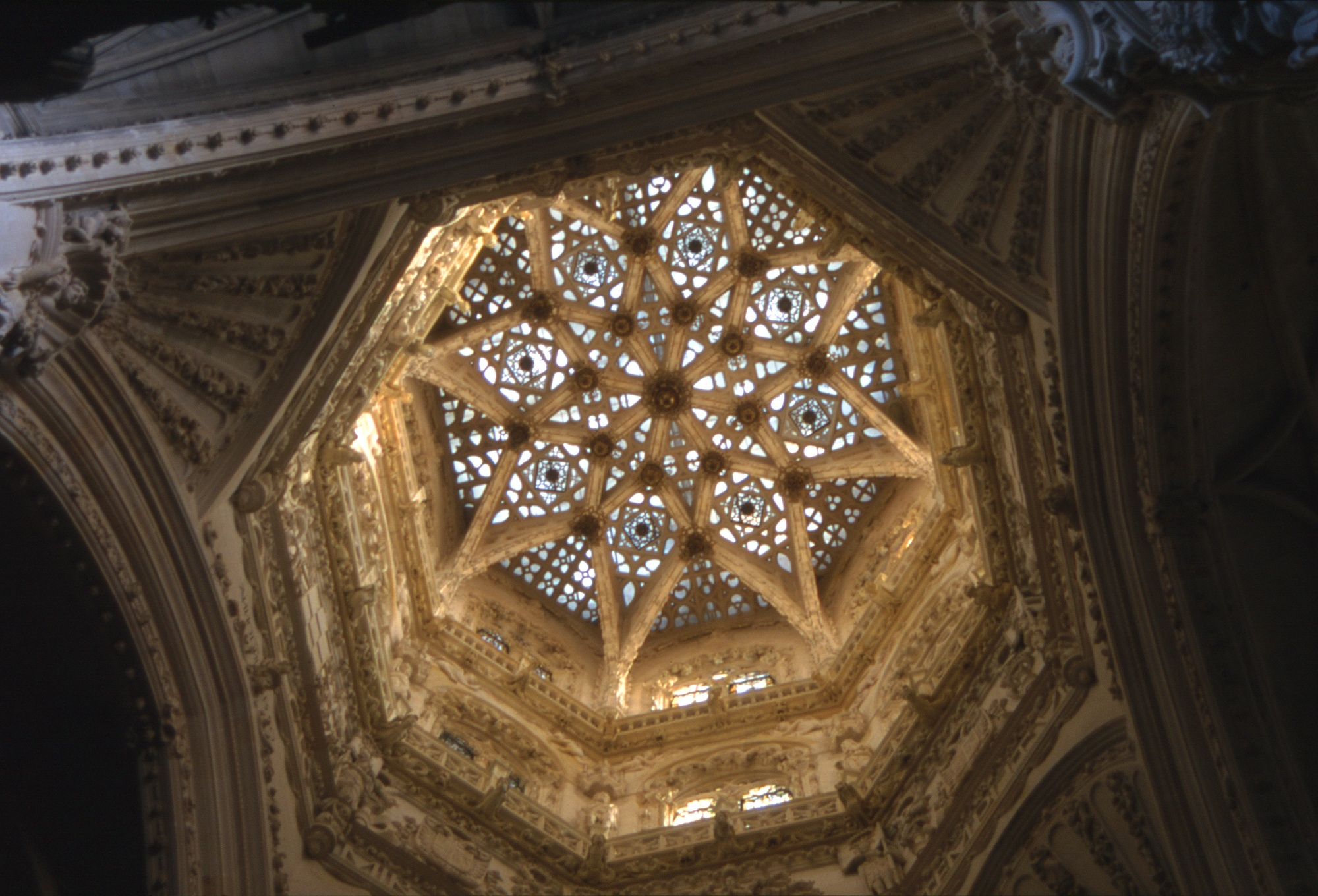
Cimborrio del crucero (s. xvi)

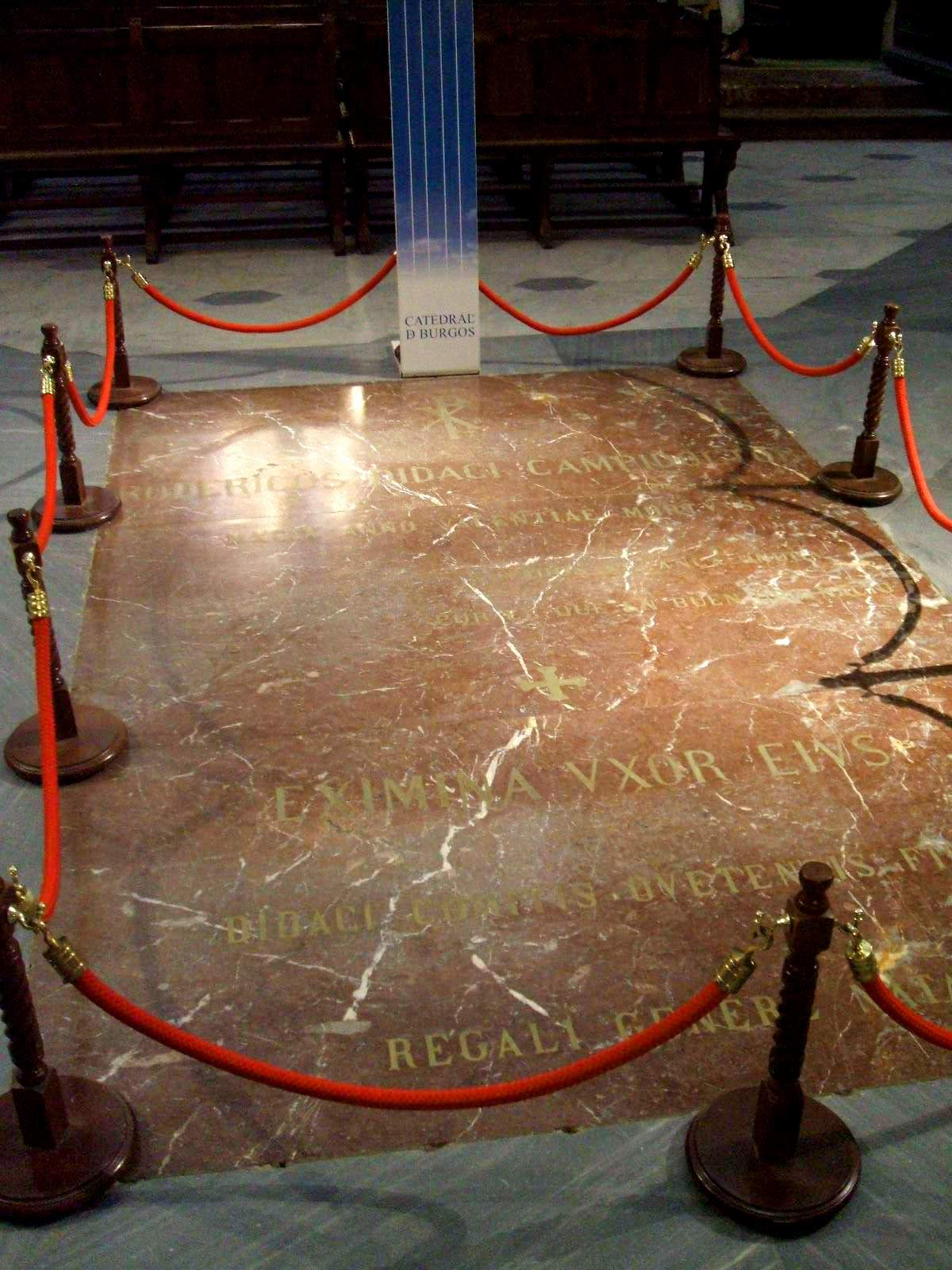
Tumba del Cid y Doña Jimena

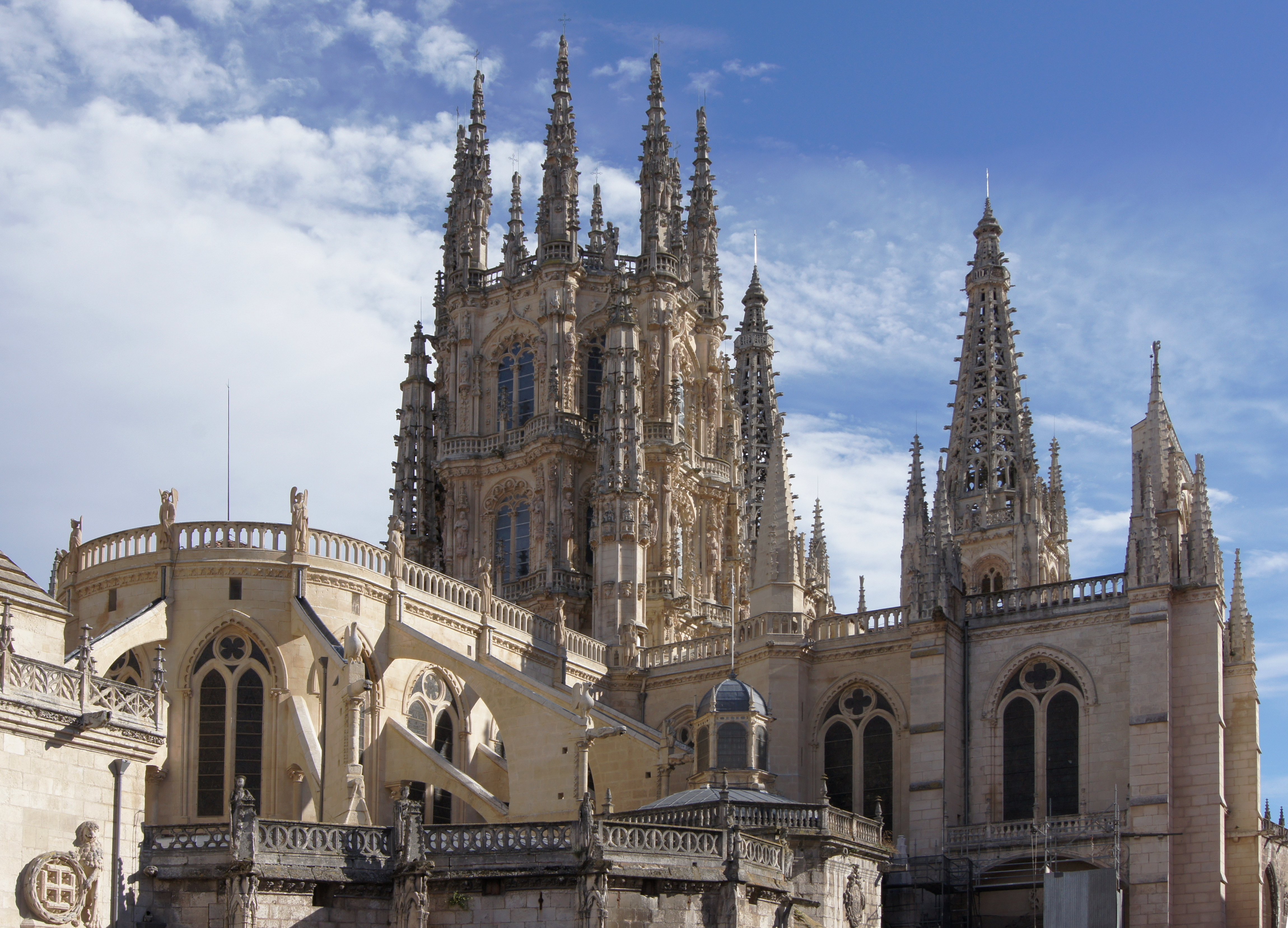
Exterior del cimborrio.

Hacia los años 1460-1470, por encargo del obispo Acuña, Juan de Colonia levantó en el crucero un cimborrio que adoptó la forma de una tercera y suntuosa torre catedralicia. La atrevida estructura de este cimborrio -que según las descripciones de la época era muy alto y elegante, estaba adornado por muchas columnas y aparecía coronado de ocho chapiteles- fue seguramente la causa de su estrepitoso hundimiento en la noche del 3 al 4 de marzo de 1539. La obra se derrumbó al ceder sus pilares del lado norte y arrastró consigo varias bóvedas. El accidente tuvo lugar de madrugada y no causó víctimas.
Ese mismo día, el cabildo decidió reconstruir el cimborrio y de ello dio encargo a Juan de Vallejo. Con diseño de un discípulo de Felipe Bigarny llamado Juan de Langres, Vallejo presentó una elevada estructura de prisma octogonal dividida en dos cuerpos. Cuatro torres adosadas y rematadas por esbeltas agujas refuerzan el impacto visual del tambor central. En cada uno de sus ocho lados se abren dos grandes ventanales amainelados que permiten una intensa iluminación del interior. El estilo renacentista plateresco se conjuga con el gótico final, el cual se manifiesta en su minucioso programa decorativo y en la verticalidad originada por sus numerosos pináculos y chapiteles. El perfil resultante es, todavía, básicamente gótico.
El interior es todavía más deslumbrante que el exterior. El imponente volumen arquitectónico descansa sobre cuatro enormes pilares circulares, solución impuesta por Vallejo para prevenir una repetición del desastre del año 1539. Cuatro trompas permiten el paso hacia la planta octogonal de los dos cuerpos. Los ocho lados de la linterna están cuajados de una densa decoración de inspiración renacentista, en la que se entremezclan numerosas esculturas, relieves, escudos nobiliarios y otros elementos decorativos salidos de las manos de artistas como Juan Picard (o Picardo) y Pedro Andrés. Todo el conjunto se remata con una espectacular bóveda estrellada de doble estructura con forma de estrella de ocho puntas y que entre sus nervios encierra una filigrana totalmente calada. Esta sorprendente y atrevida solución arquitectónica, además de aligerar peso, permite que la luz cenital se filtre con fuerza e ilumine el trabajo escultórico que se desparrama a su alrededor. Toda la obra quedó concluida en 1568.
- Crucero

En el suelo del crucero, justo debajo del cimborrio, se encuentra desde el año 1921 el sepulcro del Cid y Doña Jimena. Sus restos, procedentes del monasterio de San Pedro de Cardeña, fueron inhumados bajo una simple losa de mármol con la correspondiente inscripción, en una solemne ceremonia en la que se leyó un epitafio redactado por Ramón Menéndez Pidal. Cabe añadir que el espacio del crucero está flanqueado por dos rejas de principios del siglo xviii forjadas según proyecto de fray Pedro Martínez, quien también diseñó los púlpitos.
- Escalera dorada

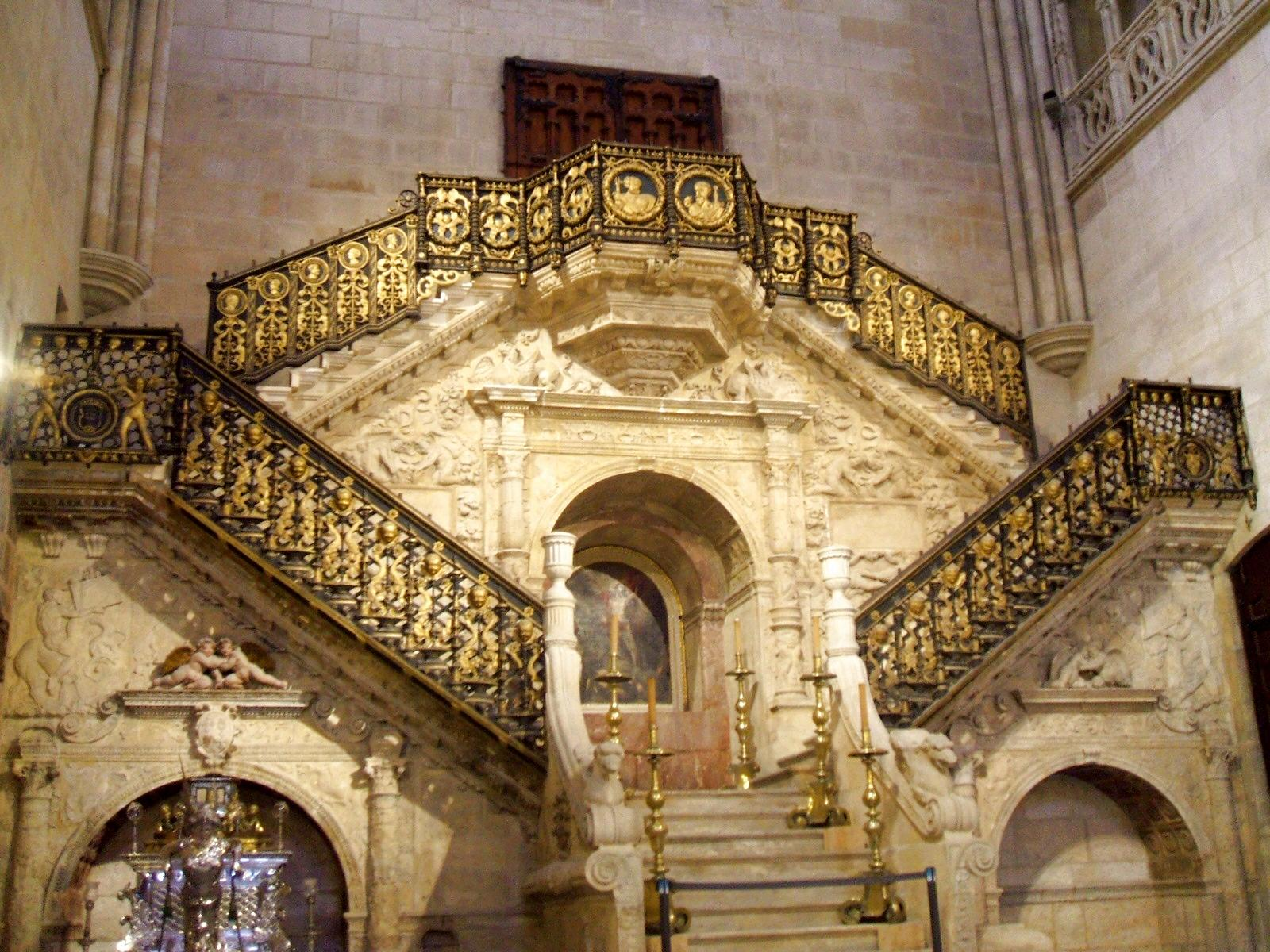
Escalera dorada

La Escalera Dorada sustituye a la escalera que servía para el acceso desde la Puerta de la Coronería, que era utilizada por los vecinos de Burgos como atajo para acceder de manera más fácil a la parte baja de la ciudad, con el consiguiente tránsito de bienes e incluso animales. Ya en las actas capitulares de 1465 figura la prohibición del Cabildo: “…que no pase nadie con cueros de vino ni jarros, ni con carne muerta ni viva ni con aves ni con cabritos ni corderos…”. Esta primitiva escalera fue mandada derribar por el Obispo Fonseca, que ante las críticas costea la Puerta de la Pellejería y una nueva escalera.
La obra fue encargada en 1519 por el cabildo de la catedral y el obispo Juan Rodríguez de Fonseca, quienes la costearon. Obra de Diego de Siloé inspirada en el Renacimiento italiano, está esculpida con una gran riqueza iconográfica basada en los grabados de Nicoletto Rosex da Morena, Agustino de Jusi, fray Antonino de Onza, Galvanizo da Bresca y Agustino Veneciano. Los antepechos de hierro sobredorado (1523-1526) son del maestro francés Hilario. La escalera comunicaba la puerta de la Coronería con la catedral, salvando con mucha originalidad un desnivel de casi ocho metros. El arquitecto Charles Garnier se inspiró en ella para la gran escalera de la Ópera de París.
Actualmente la puerta de la Coronería está permanentemente cerrada, y la escalera ha perdido su uso para el tránsito público. Solo se utiliza para instalar en ella la custodia con el Santísimo Sacramento en Semana Santa (Jueves y Viernes Santo).

### Girola y trasaltar

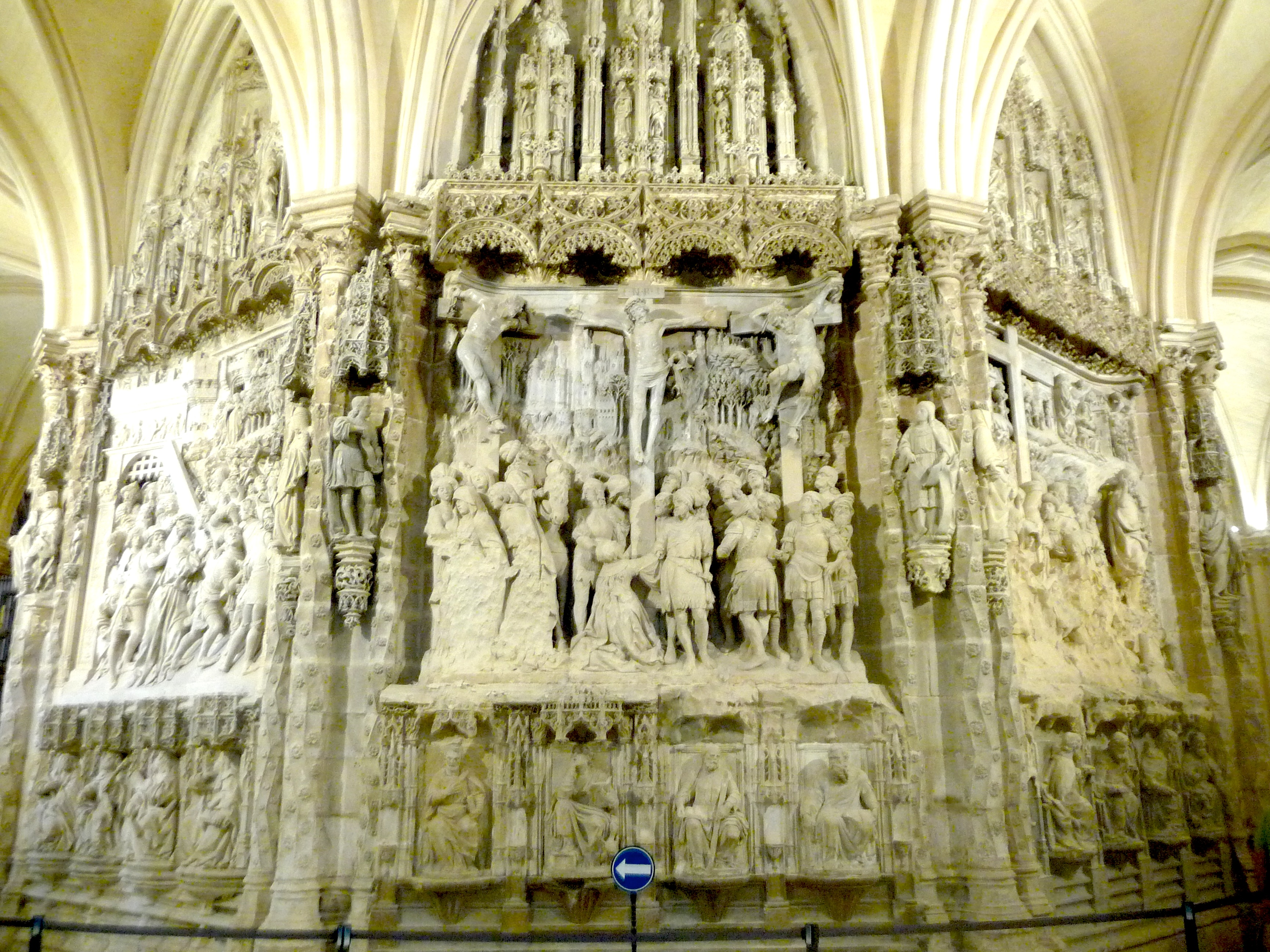
Relieves de la girola (s. xvi)

En la girola se encuentra el sepulcro del arcediano Pedro Fernández de Villegas, obra de Simón de Colonia. Los relieves centrales del trasaltar son de Felipe Bigarny y los de los extremos de Pedro Alonso de los Ríos.
- Relieves del trasaltar

En 1498 el cabildo encomendó al escultor Felipe Bigarny un relieve en piedra para el trasaltar. Bigarny ejecutó en piedra caliza su Camino del Calvario. Se trata de la primera obra documentada de este artista en Burgos y en ella muestra su estilo, muy deudor de la expresividad y la estética gótica pero abierto a las novedades renacentistas, como se evidencia en los elementos decorativos. Tras el éxito del encargo, el cabildo le encomendó dos relieves más: los de la Crucifixión y el Descendimiento, entierro y resurrección de Cristo (1500-1503), ambos actualmente están muy dañados al haberse labrado en piedra de mala calidad que se pulveriza con la humedad. El marco decorativo arquitectónico de los relieves se atribuye a Simón de Colonia.
Este conjunto escultórico se completó casi dos siglos después con la adición en los extremos de dos nuevos relieves, dedicados a la Oración del Huerto y a la Ascensión. Fueron ejecutados por el escultor Pedro Alonso de los Ríos entre los años 1681 y 1683, también en piedra caliza, y en estilo barroco.

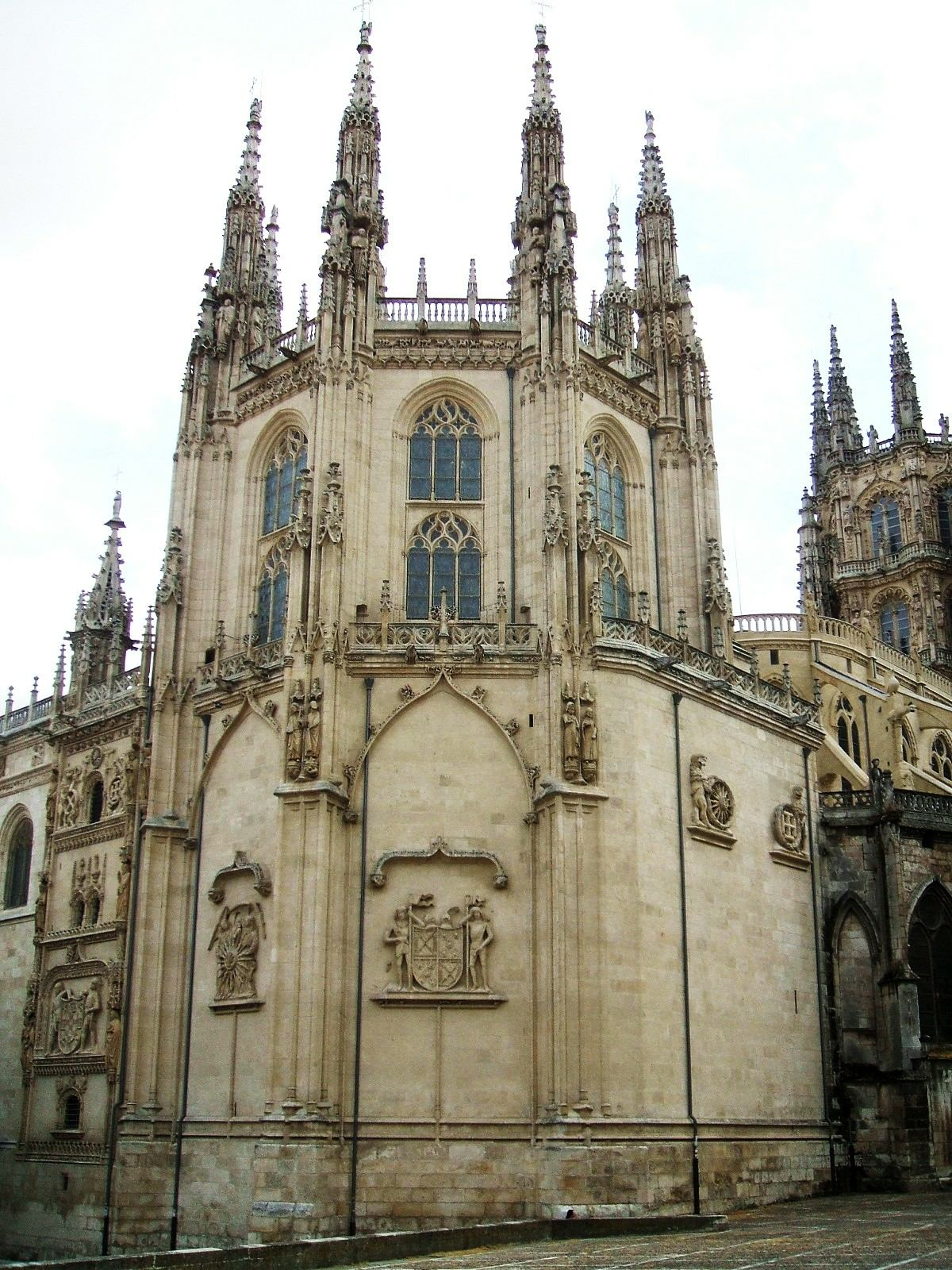
Exterior de la gran capilla del Condestable

### Capilla del Condestable
Edificada sobre la capilla central de la girola, sustituye a la primitiva capilla gótica dedicada a San Pedro. La nueva gran capilla fue encargada por los Condestables de Castilla Pedro Fernández de Velasco y Mencía de Mendoza y Figueroa para servir de panteón familiar y aunque su denominación popular sea la de Capilla del Condestable (o de los Condestables), su nombre exacto es Capilla de la Purificación de la Virgen, a la que estaba consagrada.
- Arquitectura de la capilla

La arquitectura se debe a Simón de Colonia, quien comenzó las obras en 1482. Se trata de una gran construcción que muestra del gótico tardío y la transición del arte gótico al temprano renacentista: Colonia adaptó el solar irregular de la capilla para construir un espacio único cubierto con una bóveda estrellada, octogonal, con su zona central -en torno a la clave principal- calada, de tal modo que entra luz cenital. La obra arquitectónica se completa con la sacristía adyacente, añadida en 1517 por Francisco de Colonia.
- Retablos

El retablo mayor es obra de Diego de Siloé y de Felipe Bigarny y fue realizado entre los años 1523 y 1526. Su arquitectura es muy original: el asunto principal (la Purificación de la Virgen) ocupa todo el primer cuerpo, concebido como si fuera un escenario (así lo describió el historiador Martín González), con esculturas de tamaño natural en las que se aprecia la diferencia de estilo entre Bigarny y Siloé (este último más delicado y dulce que el borgoñón). La policromía del retablo estuvo a cargo de León Picardo.

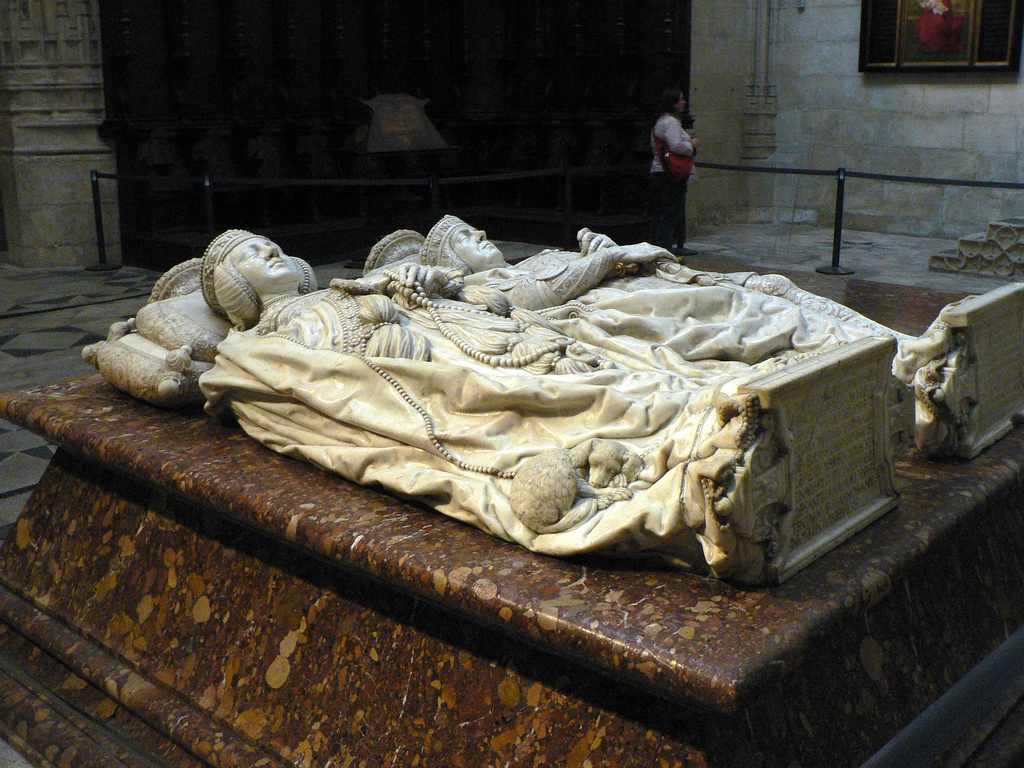
Sepulcro de los condestables Pedro Fernández de Velasco y Mencía de Mendoza

En el frente lateral derecho el retablo de Santa Ana, obra en su mayor parte realizada por Gil de Siloé y acabado por su hijo Diego con policromía de León Picardo. Consta de tres cuerpos terminados en un alto dosel a imitación de una de las agujas de la catedral. Presidido por una imagen de “Santa Ana triple” reúne una serie de imágenes de santas con excepción de un “Cristo muerto” sostenido por dos ángeles dolientes obra de Diego de Siloé.
Simétrico a este un retablo renacentista dedicado a San Pedro obra de Felipe Bigarny y Diego de Siloé con policromía de León Picardo.
- Sepulcros

En la capilla permanecen varios sepulcros góticos que pertenecían a la primitiva capilla de San Pedro y que los condestables respetaron al construir la suya. Ambos están en el ingreso, en arcosolios, y corresponden a los obispos Pedro Rodríguez de Quexada y Domingo de Arroyuelo. Las estatuas yacentes de los condestables fundadores están en el centro de la capilla. Labradas en mármol de Carrara, los historiadores discuten la autoría (se atribuyen a Bigarny, Alonso Berruguete o a Juan de Lugano).
- Pintura

Entre las joyas pertenecientes a la capilla se encuentra el cuadro de la Magdalena de Giovan Pietro Rizzoli, Giampietrino, discípulo de Leonardo da Vinci, y un Cristo crucificado de Mateo Cerezo.
- Reja

La reja de entrada a la capilla está considerada la obra maestra de Cristóbal de Andino.

### Claustro
- Puerta del claustro alto

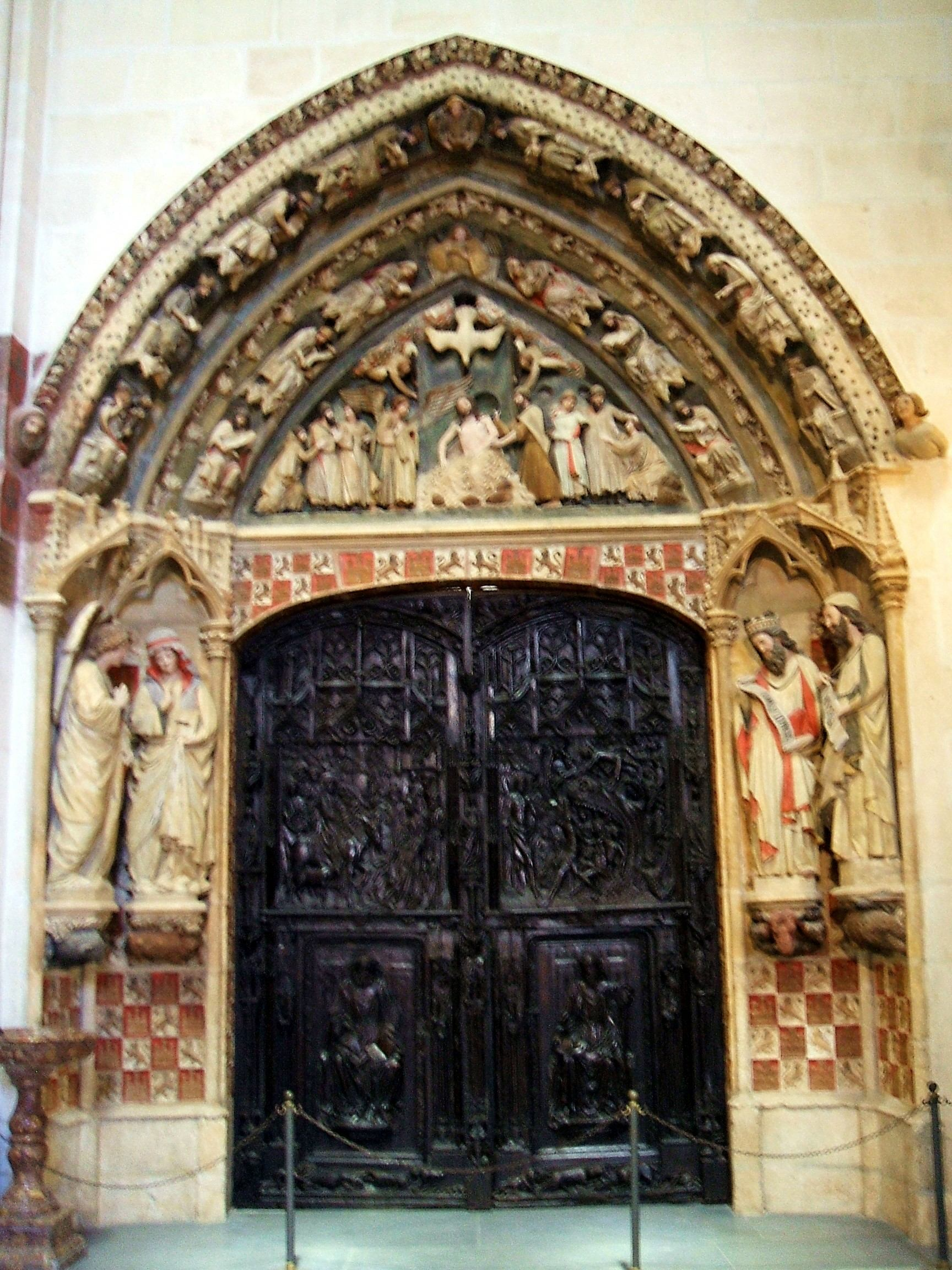
Puerta del claustro alto

Se trata de una portada interior, habitualmente cerrada, que comunica el claustro con el brazo meridional del crucero. Fechada a fines del siglo xiii, atribuida al maestro Juan Pérez, relacionado con la escuela franco-champanesa.
En el tímpano está representada la escena del Bautismo de Cristo; en las dos arquivoltas está representada la genealogía de Cristo, el árbol de Jesé y catorce figuras de profetas; la chambrana exterior está decorada con vegetales y apoya en sendas ménsulas con dos cabezas. La tradición local identifica una de estas dos cabezas con San Francisco de Asís que había visitado Burgos realizando fundaciones.
En las jambas se encuentran esculturas relacionadas con la venida de Jesús; a la izquierda está el grupo de la Anunciación con un ángel sonriente, escultura relacionada con las de la fachada oriental de Reims; en la derecha dos profetas, Isaías y David, que anuncian la llegada terrenal de Jesús.
Por jambas y dintel se repite la decoración heráldica con castillos y leones, con reiteración propia del estilo mudéjar, consecuencia de la asociación medieval de Cristo con la monarquía.
Las hojas de madera de la puerta datan de fines del siglo xv, auspiciadas por el obispo Luis Acuña (1457-1495), cuyo escudo figura, y obra de Gil de Siloé, que trabajó para dicho prelado. De tracería gótica con escenas de la Entrada de Jesús en Jerusalén y su Descenso al Limbo.
- Claustro alto

Desde la antisacristía, por una puerta situada en el muro sur, se accede al claustro alto. El claustro de esta catedral, la “claustra nueva”, es obra de finales del siglo xiii, de planta rectangular algo irregular, con seis arcos en los lados oriental y occidental y siete en los lados norte y sur, y tiene desde sus inicios doble planta, ante la necesidad de salvar el fuerte desnivel existente entre el suelo del templo y la calle de la Paloma. El sobreclaustro, o claustro alto, obra del maestro Enrique, es para Vicente Lampérez, “ejemplo señero del arte gótico”, al igual que el claustro de la catedral de Pamplona; sus galerías se cubren con bóvedas ojivales de crucería simple, cuatripartita, y sus grandes ventanales, de arco apuntado, llevan triple mainel y tracería de tres óculos cuadrilobulados. 

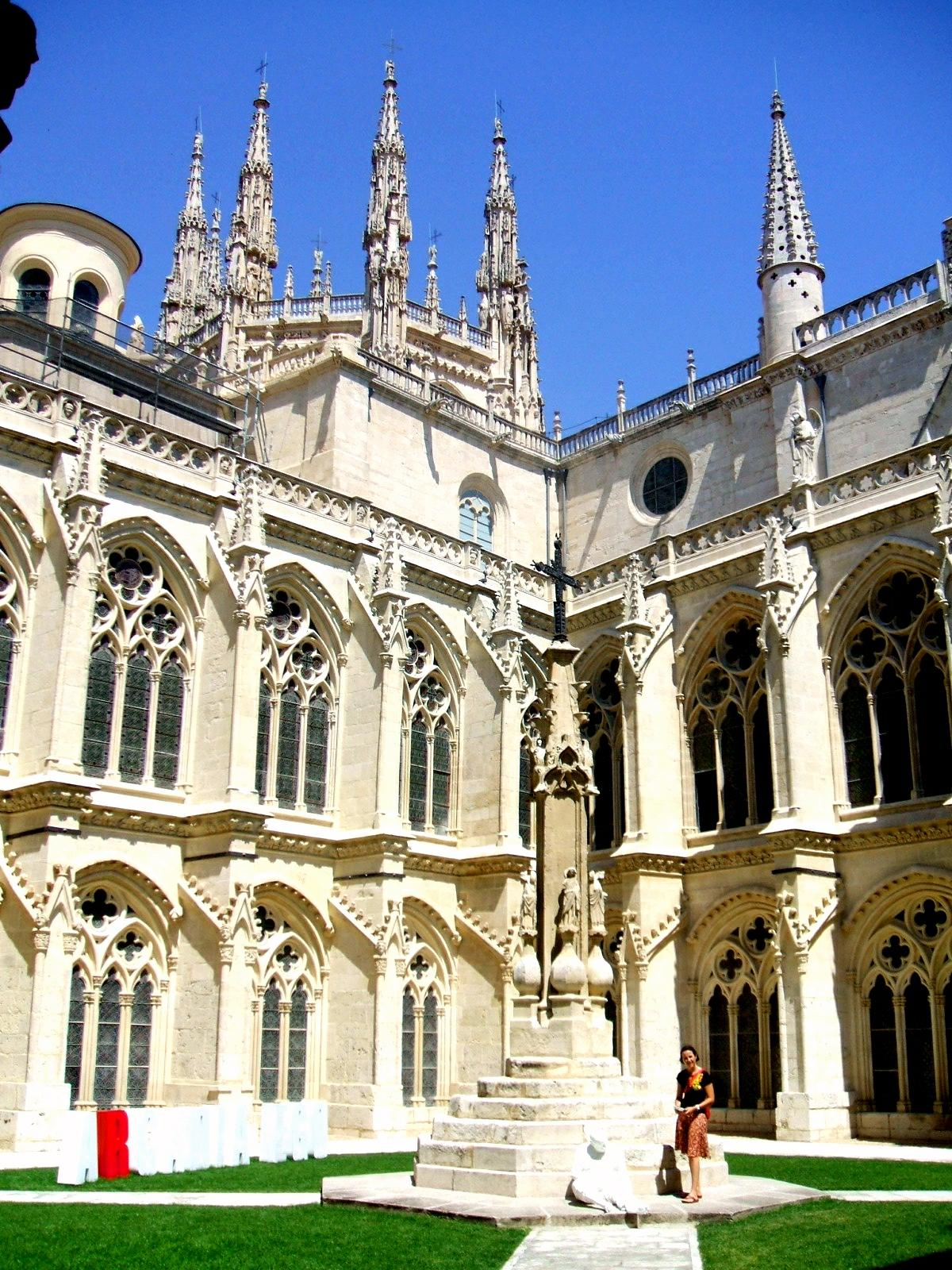
Claustro

Es preciosa la ornamentación vegetal de sus arquerías, de sus capiteles y de las arquivoltas de los arcos ciegos de sus muro y, sobre todo, la decoración historiada de sus cuatro pilares angulares, en los que se apoyan otros tantos grupos escultóricos que representan la Anunciación, la Epifanía y sendos grupos de personajes relacionados con la construcción de la catedral, y de los arcos ciegos de la galería norte en los que aparecen estatuas con personajes, o escenas, del Antiguo Testamento, como el Sacrificio de Isaac; de Apóstoles, como San Pedro, San Pablo y Santiago peregrino, y de personajes relacionados con la construcción de la catedral, como el obispo Mauricio y Fernando III el Santo, que aparece ofreciendo el anillo a Beatriz de Suavia. Bajo los arcos ciegos ojivales de los muros laterales de las otras tres galerías se reparten numerosos sepulcros de los siglos xii al xvi, la mayor parte góticos y renacentistas, pertenecientes a canónigos de la catedral. Entre estos sepulcros destacan por su valor histórico o artístico el románico de la noble doña Godo, madre del mayordomo de Alfonso VIII, fallecida en 1105; el gótico del obispo Mateo Rynal, fallecido en 1259; el gótico del canónigo Juan López del Hospital, del siglo xv, y el renacentista del canónigo Diego de Santander, del siglo xvi y tallado por Diego de Siloé, y el renacentista del canónigo Gaspar de Illescas, obra de mediados del siglo xvi, atribuida a Juan de Lizarazu, jalonada por dos columnas ajarronadas de orden corintio y compuesta, en el cuerpo superior, de sendos medallones con las efigies de San Pedro y San Pablo, un relieve con la escena del Nacimiento de Cristo y cuatro hornacinas con las estatuas de los Padres de la Iglesia Occidental y, en el inferior, el sepulcro propiamente dicho, con estatua yacente en la tapa y escudos en el frontal, decorado todo con grutescos y florones.
En el ángulo noroccidental de las galerías, entre el primer arco de la galería norte y el primero de la galería occidental, se halla la capilla gótica de San Jerónimo, o de Mena, construida por Juan de Vallejo, en 1545, con planta cuadrada cubierta con bóveda de crucería estrellada, a instancias del canónigo Francisco de Mena, fallecido en 1553 y cuyo sepulcro renacentista, con estatua yacente y un precioso relieve policromado que representa la Venida del Espíritu Santo, se halla adosado al muro derecho; preside la estancia un buen retablo manierista, atribuido a Diego Guillén, influenciado por las tallas del retablo mayor de la catedral, y que consta de tres cuerpos y cinco calles, ocupando la calle central, coronada por la figura del Padre Eterno, el grupo escultórico del Entierro de Cristo y las tallas de San Jerónimo penitente y de Cristo atado a la columna.
- Claustro bajo

El claustro bajo, que durante siglos sirvió de cementerio, fue construido unos diez años antes que el sobreclaustro y, a pesar de haber sido rebajados sus suelos, es bastante menos esbelto; fue restaurado, según muchos casi reinventado, por Vicente Lampérez, entre los años 1899 y 1911, que siguiendo los criterios “puristas” de Viollet-le-Duc, rebajó los suelos, repuso las tracerías en sus arcadas, excepto en las de la galería sur que servía de pasaje público paralelo a la calle La Paloma; también colocó ángeles junto a los pilares y vidrieras de mosaicos multicolores, realizadas por Juan B. Lázaro y Clemente J. Bolinga, en las arcadas de ambas plantas. Actualmente esta plata baja alberga un centro de interpretación de la construcción de la catedral y, en sus galerías y en la capilla-cripta de San Pedro, que se considera perteneció a la desaparecida catedral románica y a la que se accede desde la galería norte, se exponen restos arqueológicos y escultóricos pertenecientes a dicha catedral románica, o desechados en las sucesivas restauraciones de la gótica, maquetas de la catedral románica y paneles informativos sobre los procesos de construcción y restauración de la catedral gótica.

### Capilla de Santa Tecla

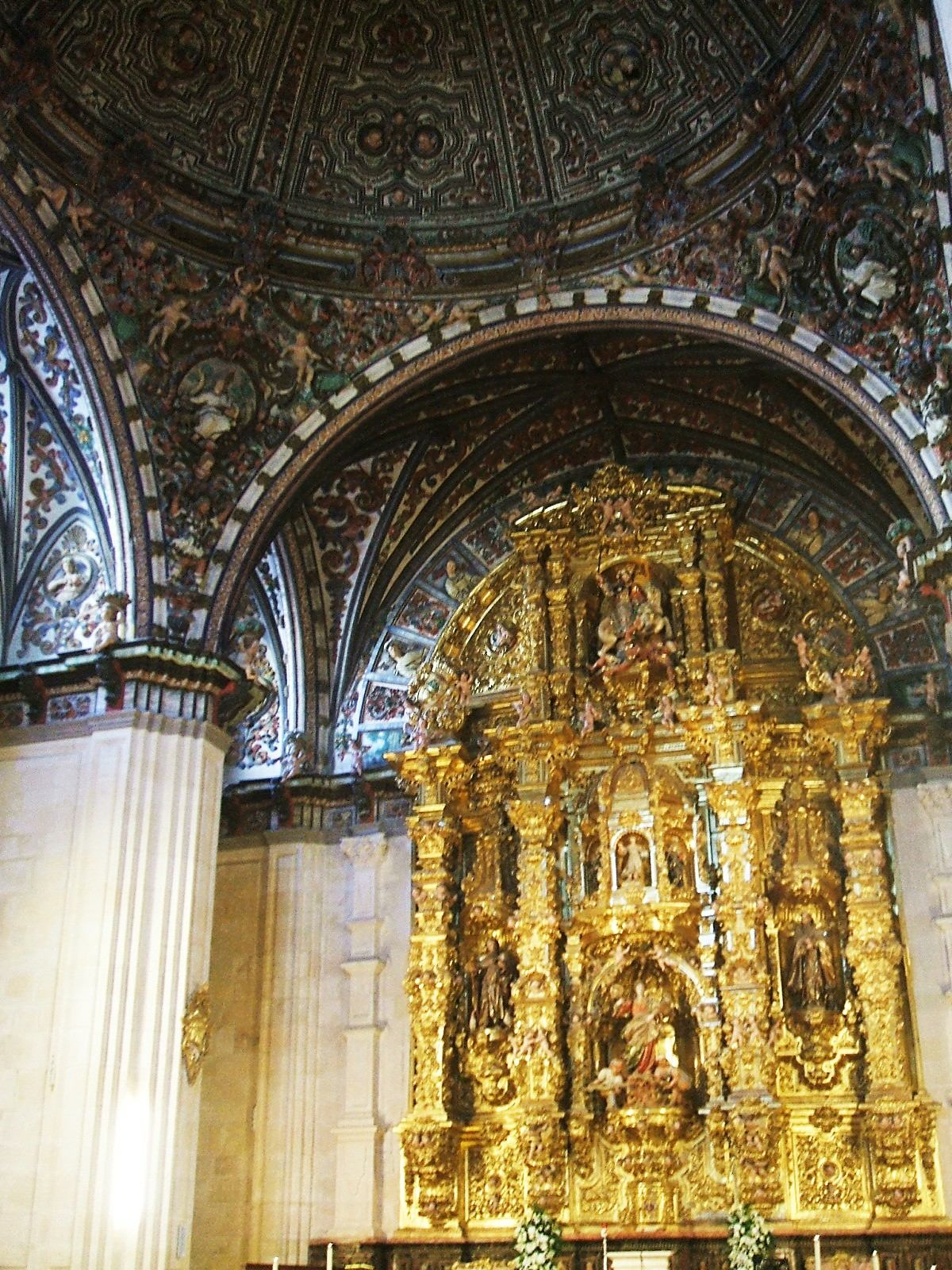
Capilla de Santa Tecla

Situada junto a los pies de la catedral, es la primera de las adosadas a la nave del Evangelio o septentrional (lado izquierdo) y se trata también de la más espaciosa del conjunto de capillas, ya que ocupa cuatro tramos de planta. Su advocación completa es de Santa Tecla y Santiago. Realizada en la tercera década del siglo xviii según proyecto de Andrés Collado y Francisco de Basteguieta, toda ella se acoge al estilo barroco. En su interior destacan el abovedamiento, a base de yeserías policromadas, y el monumental retablo mayor, de estilo churrigueresco y cuyo cuerpo principal contiene escenas del martirio de la santa objeto de advocación. En esta capilla se celebra culto regular, compartiendo programa de oficios con la Capilla Mayor.

### Capilla de Santa Ana o de la Concepción

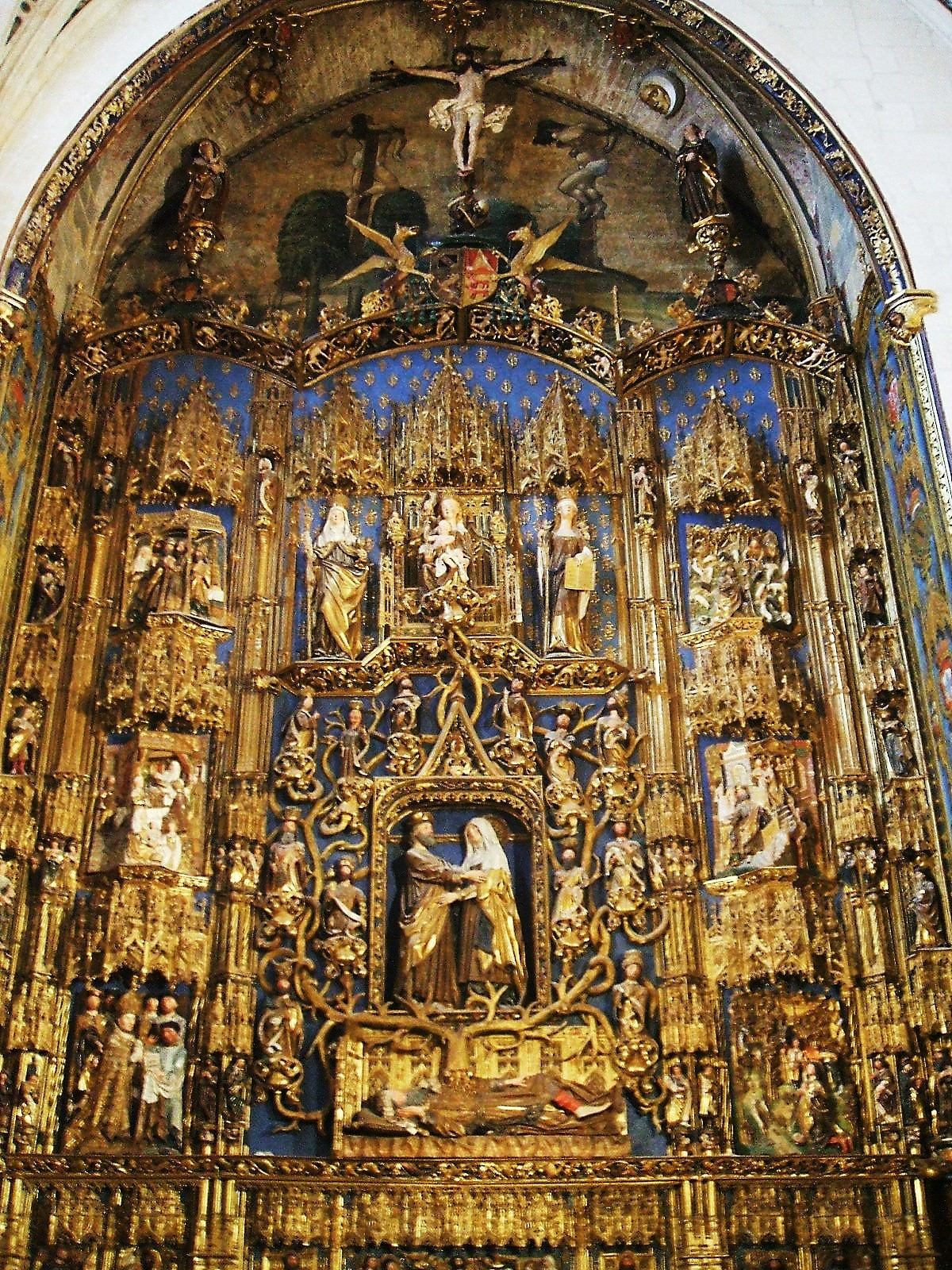
Capilla de Santa Ana

Se emplaza entre la Capilla de Santa Tecla y el brazo septentrional del transepto, ocupando dos 
tramos en paralelo a la nave del Evangelio. Construida entre los años1477 y 1488 en el estilo tardogótico propio de la época por Juan de Colonia y su hijo Simón, atesora obras de gran valor artístico: el extraordinario retablo mayor, dedicado al tema iconográfico del Árbol de Jessé y la genealogía de la Virgen, y cuyo elemento principal es el abrazo de San Joaquín y Santa Ana, realizado con su característico virtuosismo por el hispano-flamenco Gil de Siloé entre los años 1486 y 1492; el sepulcro del obispo Luis de Acuña, labrado en alabastro y en estilo renacentista por el hijo del anterior, Diego de Siloé, en 1519; el sepulcro del arcediano Fernando Díaz de Fuentepelayo, gótico flamígero y atribuido a Gil de Siloé; y el retablo de Santa Ana, renacentista-plateresco. El espacio está cubierto con bóvedas estrelladas y se ingresa en el mismo por una reja gótica de Luis de Paredes.

### Capilla de San Nicolás

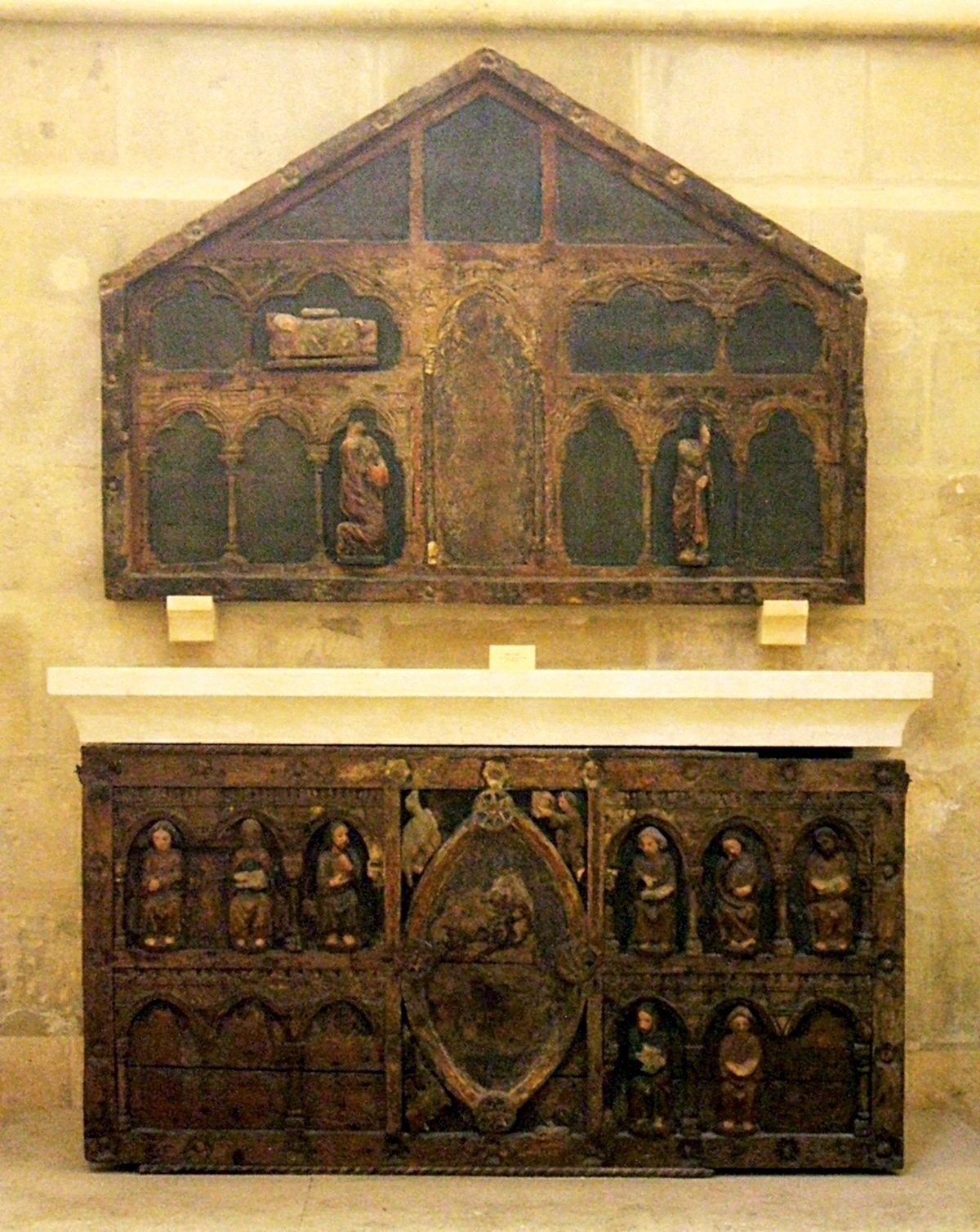
Retablo románico de la capilla de San Nicolás

En el muro oriental del primer tramo del brazo norte del transepto, bajo el correspondiente arco del triforio, se abre el arco de acceso a la pequeña capilla gótica de San Nicolás, paralela al primer tramo del brazo norte de la girola y que es la más antigua de la catedral, pues fue fundada en el primer tercio del siglo xiii por Pedro Díaz de Villahoz, capiscol de la catedral fallecido en el año 1230; se cubre con bóveda de crucería simple, octopartita; se ilumina con dos alargadas ventanas ojivales, sin mainel ni tracería; está influenciada en su arquitectura por el tardorrománico cisterciense, recordando a la de las capillas absidales del templo del monasterio de Santa María la Real de Las Huelgas, y contiene el sepulcro gótico del fundador y un pequeño retablo románico, del siglo xiii, que fue traído, en la década de los veinte del siglo xx, del expriorato benedictino de Santa María de Mave (Palencia). Este retablo, tallado en madera y policromado, está formado por dos piezas; la inferior, que se cree realizada entre los años 1235 y 1260, es rectangular y que pudo servir de frontal, presentando un recuadro central que contiene un mandorla a la que estuvo adosado un Pantocrátor, hoy desaparecido, y que está rodeada del Tetramorfos, del que falta el león de San Marcos, y dos recuadros laterales en los que, bajo dos series superpuestas de seis arquerías, tres a cada lado, hay un Apostolado, del que faltan cuatro de los Apóstoles y en el que solamente son identificables San Pedro y San Juan; sobre cada serie de arcos hay decoración de castilletes y, en el marco, decoración de rosetas y una bordura de cordón que, teniendo en cuenta además otras diferencias observables entre las dos piezas del retablo, hace suponer que ambas eran independientes. La pieza superior, que se supone realizada entre los años 1280 y 1300, tiene forma pentagonal y está organizada en tres cuerpos, divididos en dos calles los dos inferiores por un arco trilobulado que sirvió de marco a la imagen románica de la Virgen que aún se conserva en el templo de Santa María de Mave; en las dos calles del cuerpo inferior, cobijadas en arcos trilobulados, tres en cada calle, se hallaban, a la izquierda, las figuras de los tres Reyes Magos, de las que solamente se conserva una arrodillada y, a la derecha, las de San José, el ángel de la Anunciación y la Virgen, de las que solamente se conserva la del ángel; en el cuerpo intermedio, también bajo arcos trilobulados pero en espacios apaisados, aparecían las escenas de la Visitación, el Nacimiento, la Huida a Egipto y otra no identificable, de las que solamente se conserva la escena del Nacimiento, con la Virgen en la cama y el Niño sobre ella, tal como aparece tallada en algunos capiteles tardorrománicos, como en el conocido capitel de San Juan de Ortega; el cuerpo superior lo constituyen tres enmarcaciones vacías, triangulares las dos laterales y pentagonal la central. Ambas piezas solamente conservan algún resto de su policromía.

### Capilla de la Natividad

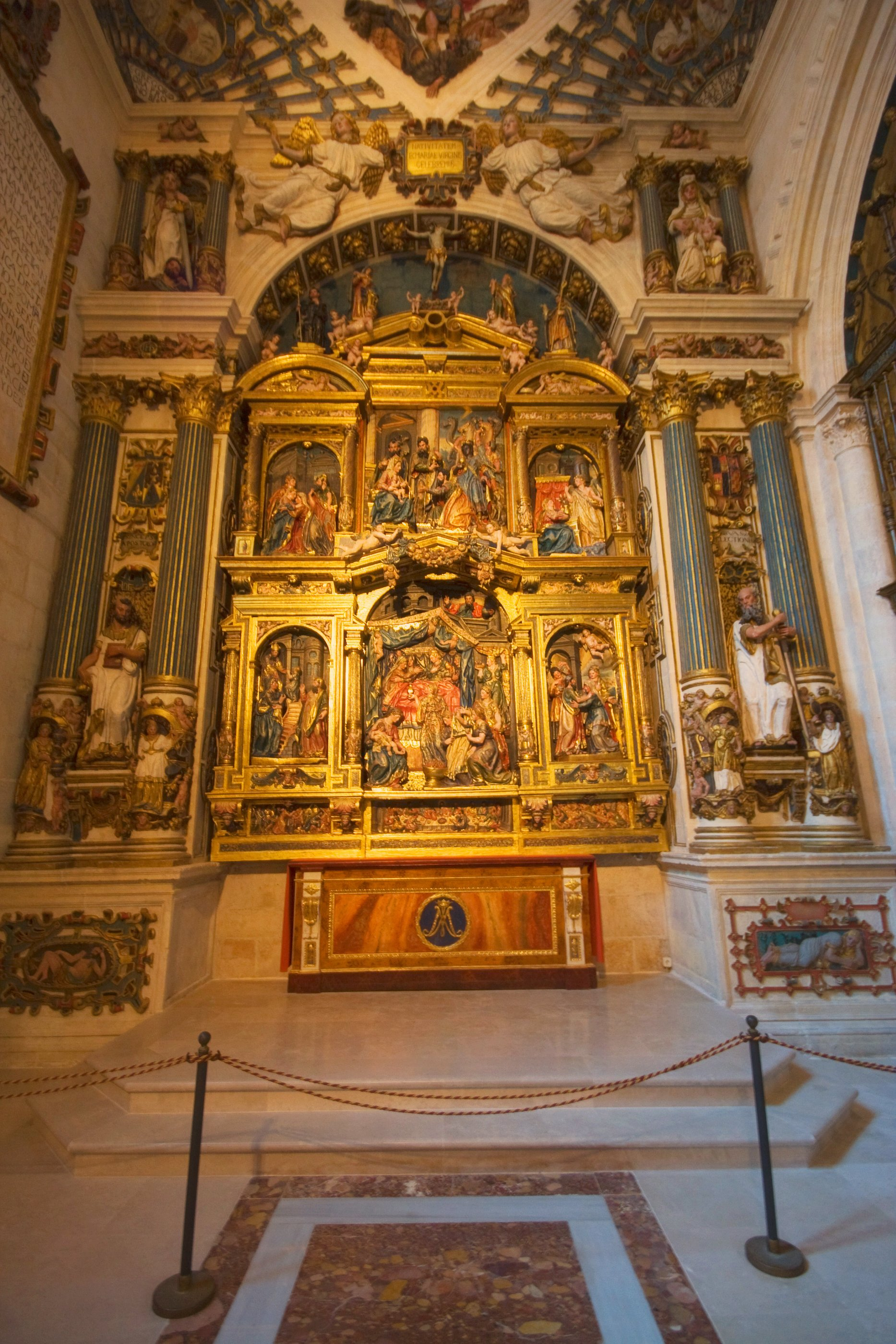
Retablo de la capilla de la Natividad

La capilla actual es del siglo xvi y se levanta en el espacio que ocupaban dos viejas capillas góticas del xiii, que fueron unificadas bajo una única bóveda renacentista de planta oval construida por los arquitectos Domingo de Bérriz y Martín de la Haya. Esta nueva capilla fue fundada como capilla funeraria por Ana de Espinosa, viuda de Pedro González de Salamanca, quien se había enriquecido en el Perú.
- Retablo mayor

Es obra de Martín de la Haya y de Domingo de Bérriz. Se realizó entre los años 1580 y 1585. Consta de un gran arco en piedra con abundante decoración escultórica que enmarca la obra en madera, que sigue el mismo estilo romanista de los hermanos de la Haya en el retablo principal de la catedral, labrado unos años antes. Fue policromado por el dorador Juan de Cea.
- Sillería

La sillería de la capilla fue labrada igualmente por Martín de la Haya. Es de estilo renacentista y de gran calidad.
- Tríptico

En 2022 se atribuyó al pintor flamenco Jan Sanders van Hemessen un tríptico. La tabla central representa a Cristo con la cruz y es una versión de una pintura de Sebastiano del Piombo que Van Hemessen pudo conocer en Italia. Las laterales representan a Santiago Apóstol (tema recurrente en las pinturas destinadas a clientes españoles) y al mercader mandatario del cuadro, Pedro González de Espinosa, que en un repinte posterior fue transformado en un san Pedro.

### Capilla de la Anunciación
La capilla de la Anunciación, o de San Antonio Abad, de planta hexagonal, es una de las primitivas capillas del siglo xiii, está ya documentada en tiempos del obispo García Gudiel (1276-1280), se cubre con bóveda de crucería simple de seis nervios, sirvió de enterramiento a algunos miembros del capítulo y a algún obispo y, en la primera mitad del siglo xvi, fue cedida al canónigo Juan Martínez de San Quirce quien, en 1541, encargó el retablo manierista que hoy la preside y que fue realizado por el escultor Juan de Lizarazu y por el pintor y dorador Lázaro de Azcoitia.
Fue terminada su restauración en 2012.

### Capilla de San Gregorio
Llamada de San Juan hasta finales del siglo xv, tiene planta de pentágono achatado y es la última de la vuelta septentrional de la girola, pareja a la Capilla del Condestable. Contiene un retablo barroco de tres cuerpos y tres calles consagrado a la Virgen, así como un lienzo, el Martirio de San Pedro, atribuido a Mateo Cerezo, quien se inspiraría en un original de Guido Reni. Sin embargo, los objetos de más valor son dos sepulcros góticos del siglo xiv pertenecientes a los obispos Gonzalo de Hinojosa (muerto en 1327) y D. Lope de Fontecha (1351), quien son representados con bultos yacentes en arcosolio. Estas tumbas eclesiásticas muestran una rica iconografía muy informativa sobre las costumbres y los ritos funerarios de la época. Actualmente (2008) esta capilla está cerrada a las visitas por labores de rehabilitación.

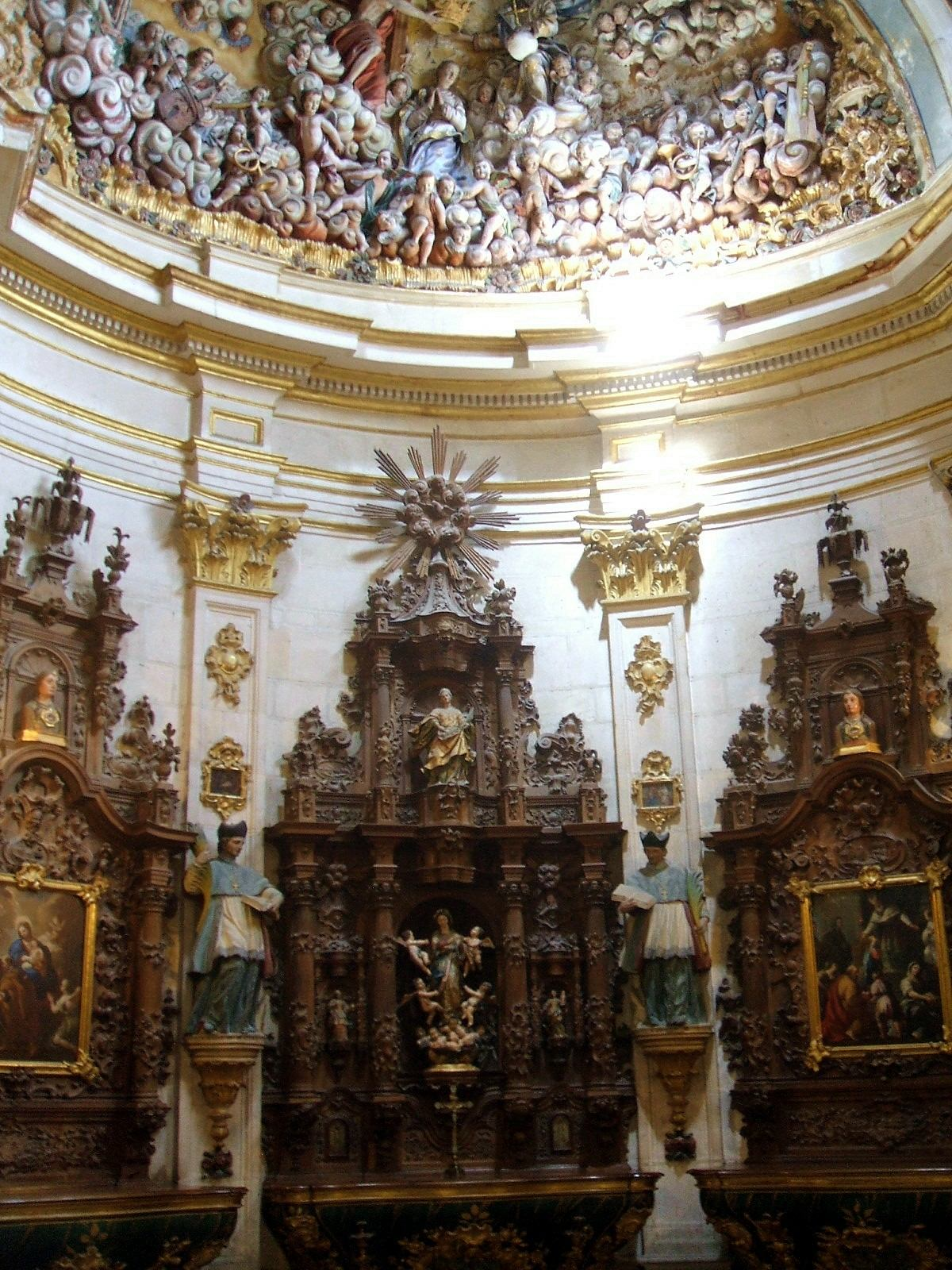
Mobiliario y yeserías rococó de la Sacristía Mayor

### Sacristía Mayor
Encajonada entre el lado meridional de la girola, la Capilla de San Juan Bautista y Santiago, la galería septentrional del claustro bajo y la Capilla de San Enrique se encuentra la Sacristía Mayor de la Catedral, a la que se ingresa por un vestíbulo o antesacristía desde la nave. Se trata de un espacio casi circular construido entre los años 1762 y 1765 en estilo barroco rococó siguiendo planos del jerónimo Fray Antonio de San José Pontones. La arquitectura con cúpula elíptica de seis gajos y linterna así como la abigarrada decoración con yeserías, dedicadas al tema de la Coronación de la Virgen como Reina del Cielo, se deben al maestro carmelita fray José de San Juan de la Cruz. La policromía es posterior, del año 1870. El fastuoso mobiliario, integrado por cajonería, retablos sin dorar, tallas y cuadros, constituye igualmente un exponente del barroco final del siglo xviii. Rococó por los cuatro costados, esta sacristía fue objeto de duras críticas por el académico neoclásico Antonio Ponz. Además este mobiliario está adornado con pequeñas pinturas de Luca Giordano.

### Capilla de San Enrique
A continuación de la puerta del claustro, se halla el acceso a la capilla de San Enrique, o del Ecce Homo, adosada y paralela a los dos primeros tramos del brazo sur de la girola y que es el resultado de una reforma realizada por los maestros Juan de la Sierra Bocerraiz y Bernabé de Hazas, en 1674, a instancias del arzobispo Enrique Peralta y Cárdenas, y que convirtió en una sola capilla las antiguas capillas de Santo Tomás de Canterbury, o del Ecce Homo, y de la Magdalena y San Andrés. La estancia se cubre con dos cúpulas, semiesférica la de la cabecera y octogonal la de los pies. Contiene en el testero un retablo barroco con la talla de San Enrique emperador germánico del siglo xi, santo patrono del prelado mecenas, y presidido por una hermosa talla del Ecce Homo, obra anónima realizada en Amberes hacia el año 1500; esta imagen ya se hallaba en la capilla antes de la reforma y era muy venerada por los burgaleses, sobre todo en tiempos de grandes calamidades. También se hallan en esta capilla otro retablo barroco, conteniendo las tallas de San Andrés y Santa María Magdalena; el sepulcro del arzobispo Enrique Peralta, con estatua orante de bronce; los sepulcros de los canónigos Juan García de Medina de Pomar, de mediados del siglo xv, y Juan Fernández de Abaunza, de mediados del xvi; dos lápidas funerarias, correspondientes a sendos obispos de Oca, y un órgano “positivo” exento, del siglo xviii.

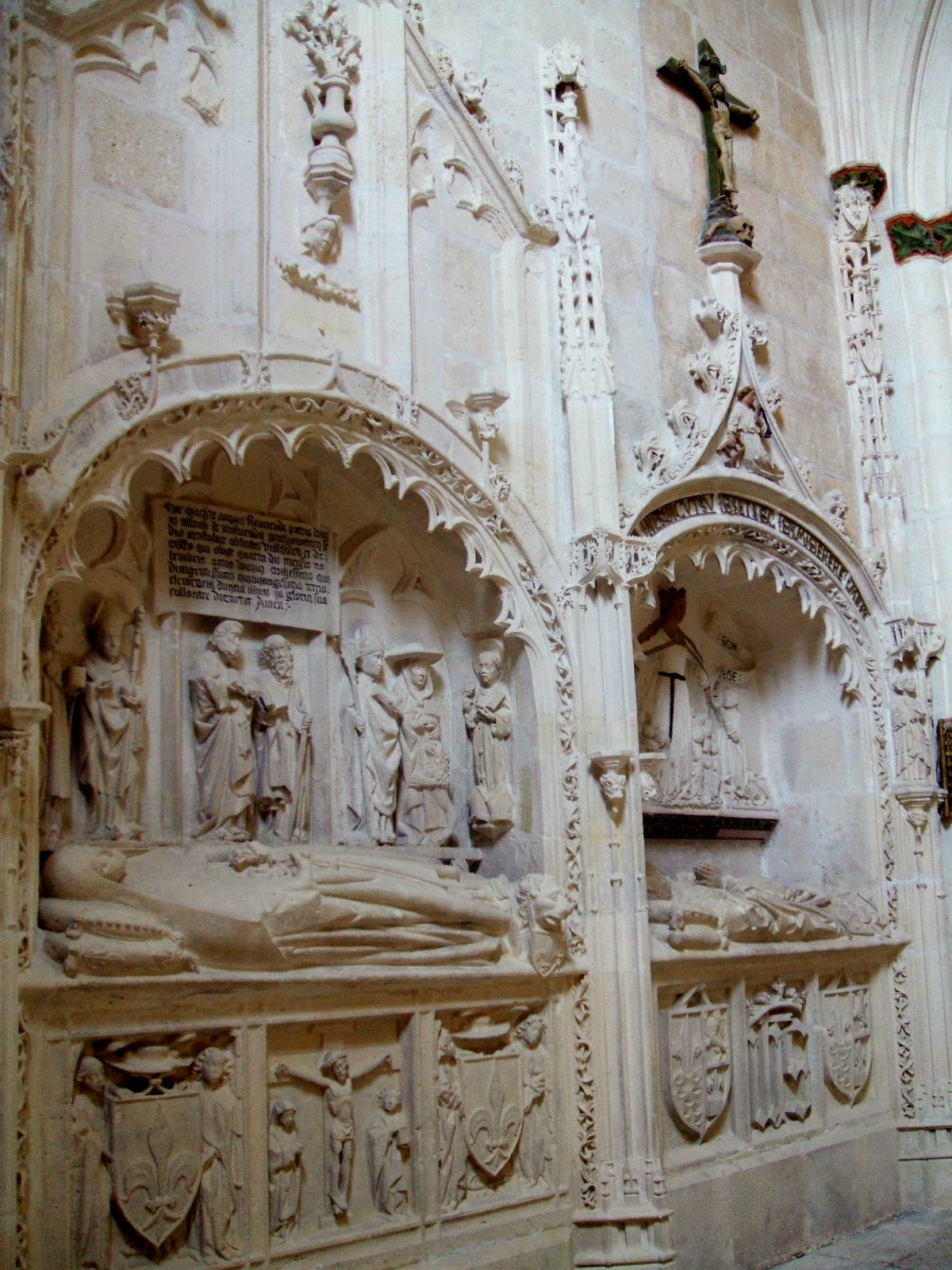
Sepulcros góticos bajo arcosolio en la capilla de la Visitación

### Capilla de la Visitación
Frente a la puerta del claustro alto, en el muro occidental del brazo del crucero se abre el arco de acceso a la capilla de la Visitación, cerrado con reja gótica de finales del siglo xv, obra que se atribuye al maestro Bujil, y constituye la reja más antigua de la catedral. La capilla de dos tramos, cubierto el primero con bóveda de crucería estrellada de cuatro puntas, fue realizada, entre los años 1440 y 1442, por Juan de Colonia, por encargo del obispo Alonso de Cartagena, hijo de su predecesor Pablo de Santa María. El sepulcro gótico del obispo se halla en el centro de la estancia, con túmulo de piedra, realizado probablemente por Juan de Colonia, y estatua yacente de alabastro, tallada probablemente por Gil de Siloé con primorosa ornamentación del gótico florido que se manifiesta claramente en las vestiduras y que recuerda la de las tumbas del rey Juan II y de su esposa en la cartuja de Miraflores. En el suelo, junto a la verja de acceso está sepultado el humanista conquense Juan Maldonado, capellán de esta catedral fallecido en 1554; también en el suelo están enterrados el arquitecto alemán Juan de Colonia, fallecido en 1481, y su esposa María Fernández; en los muros laterales hay arcosolios góticos, con los sepulcros de familiares del prelado, y cuelgan algunos lienzos, entre ellos, uno de Carlos Luis Ribera, del año 1890, que representa a los Reyes Católicos ante Granada, antes de la conquista, y en el que los personajes manifiestan una gran expresividad que es visible también en sus manos; preside el testero un buen retablo barroco clasicista que, en 1653, sustituyó a otro gótico y que contiene pinturas inspiradas en el renacimiento italiano y referidas a San Juan Evangelista y a la vida de la Virgen, ocupando la calle central, una que representa la Visitación y otra en la que aparecen la Virgen y el Niño.

### Capilla de San Juan de Sahagún

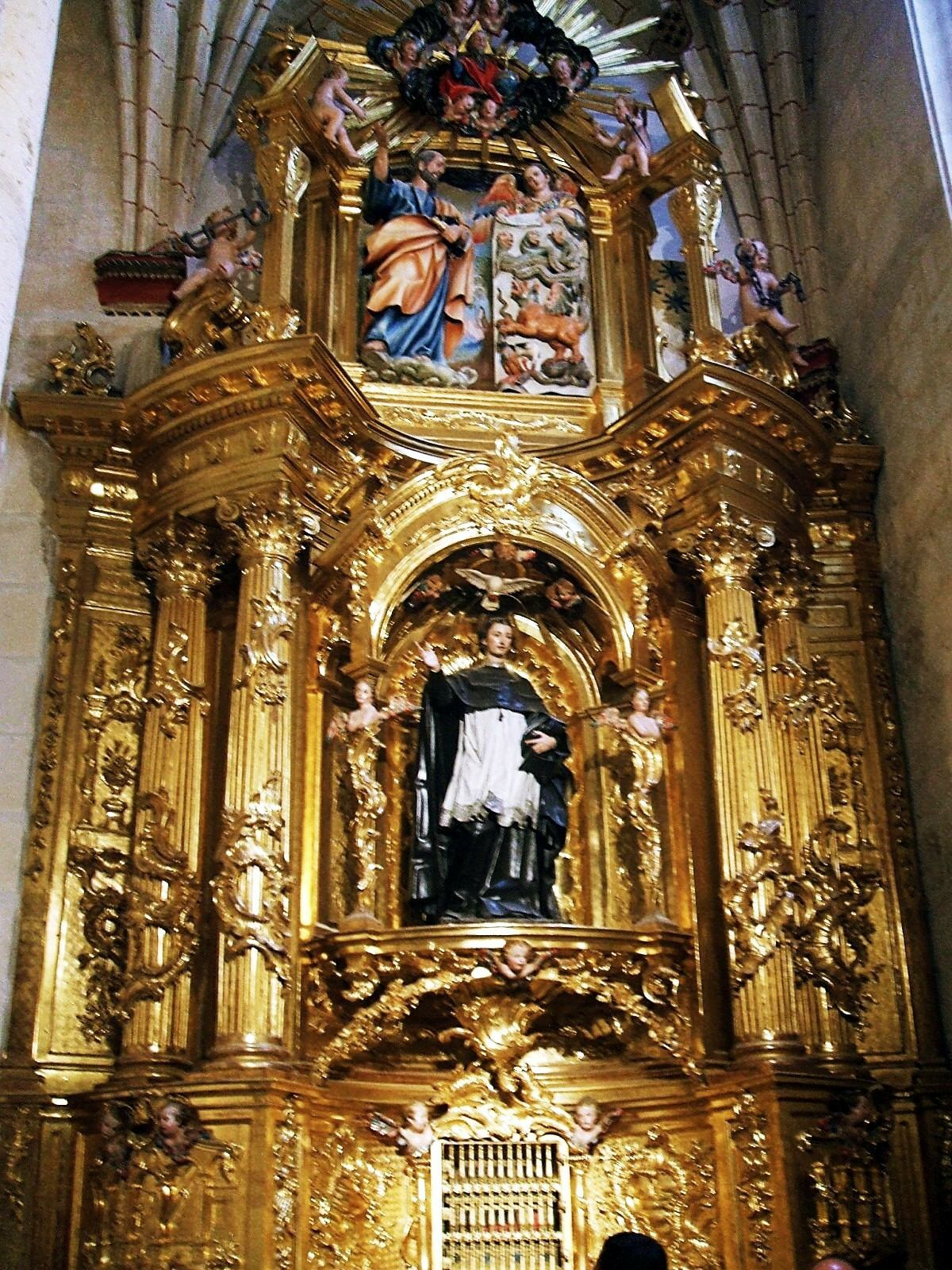
Retablo rococó de la capilla de San Juan de Sahagún

Contigua al brazo meridional del transepto y de reducidas proporciones, recibe este nombre desde 1765, cuando se dedicó al santo agustino que había sido canónigo de la catedral burgalesa. Anteriormente, el espacio recibió las denominaciones de Capilla Santa Catalina y Capilla de los Rojas, en recuerdo de la familia fundadora, cuyos escudos decoran las dos bóvedas de la cubierta, una de crucería sencilla y la otra de crucería compuesta con terceletes. El retablo, de estilo rococó y dorado, fue realizado en 1765 por Fernando González de Lara siguiendo trazas de José Cortés. En la parte central del mismo se colocó la imagen del santo titular de la capilla, obra de Juan Pascual de Mena (1770), y en el ático, el relieve de la Visión de San Pedro en Jaffa, de Manuel Romero Puelles. Durante mucho tiempo esta capilla albergó un confesonario neogótico que fue utilizado por el canónigo penitenciario para las confesiones a los fieles. Desde aquí parte también una estrecha escalera de caracol que sube hasta el triforio.

### Capilla de las Reliquias
Tiene su acceso por la Capilla de San Juan de Sahagún y ocupa el quinto tramo de planta en el lado de la Epístola. Fue diseñada por el arquitecto carmelita fray José de San Juan de la Cruz y construida entre los años 1761 y 1763 por Fernando González de Lara en estilo rococó, con yeserías de San Juan de Sahagún, San Telmo, San Julián, San Indalecio, Virtudes y Alegorías. Los tres retablos-relicarios de su interior, diseñados también por fray José, albergan, en bustos, arquetas y tecas, la colección de reliquias de la catedral, correspondientes a santos y santas anteriores al siglo xviii, y sustituyen al viejo armario-relicario pintado por Alonso de Sedano y el Maestro de los Balbases, que actualmente se exhibe en el Museo Catedralicio. Esta pequeña pero abigarrada capilla contuvo también dos bellas tallas góticas, la Virgen de la Oca, del siglo xiii, y la Virgen del Milagro, del siglo xiv, hoy expuestas ambas en la capilla-museo claustral de Santa Catalina.

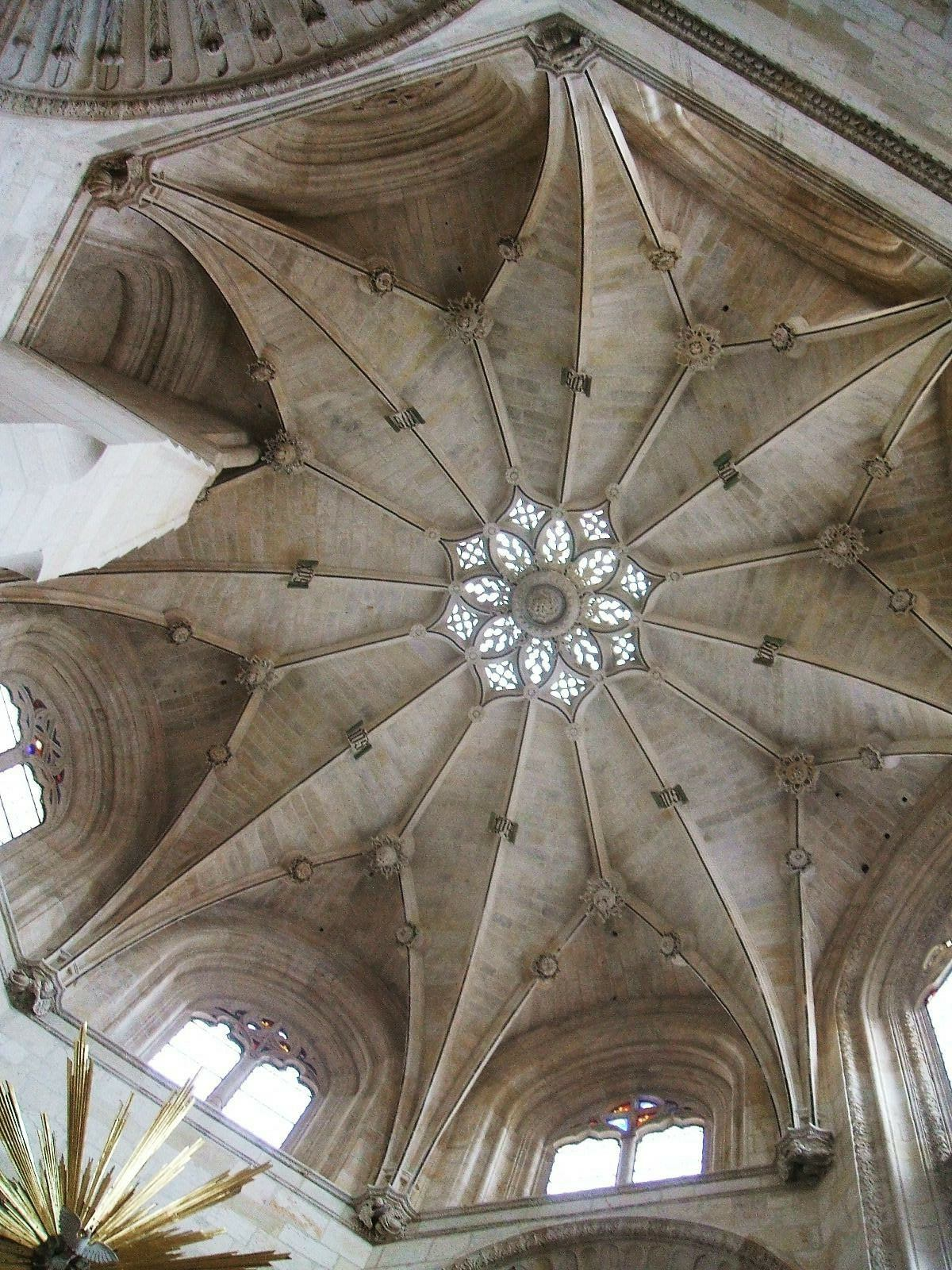
Bóveda estrellada de la capilla de la Presentación

### Capilla de la Presentación

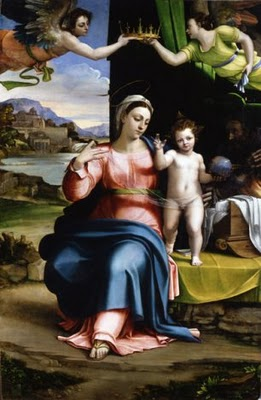
La Sagrada Familia, gran pintura sobre tabla de Sebastiano del Piombo

La capilla de la Presentación y la Consolación, también llamada de San José o de la familia Lerma Polanco, fue edificada entre los años 1519 y 1524 a iniciativa del canónigo Gonzalo Díaz de Lerma Polanco para que le sirviera de capilla funeraria así como a la de su hermano Alonso de Lerma Polanco y su sobrino Juan de Lerma Polanco, uno de los patronos de la capilla. La arquitectura, de estilo tardogótico, se debe a Juan de Matienzo, quien se inspiró en la Capilla del Condestable para levantar una planta central con bóveda estrellada calada. Cuenta con varios sepulcros gótico-renacentistas, entre los que destaca, exento, el del fundador, Gonzalo de Lerma, cuyo bulto fúnebre fue esculpido por Felipe Bigarny con gran realismo. Destaca en el retablo principal de estilo neoclásico el cuadro de la Sagrada Familia de Sebastiano del Piombo, traído de Italia por el propio canónigo, obra pictórica de gran valor. Una reja renacentista de Cristóbal de Andino separa el espacio de la nave.

### Capilla del Santísimo Cristo de Burgos
Con forma de larga cruz latina y primera de las adosadas a la nave de la Epístola, ocupa una de las pandas del primitivo claustro, del que conserva arquerías góticas. El interior del acceso contiene una portada gótica de la segunda mitad del siglo xiii, en cuyo tímpano figura una escultura sedente de la Virgen con el Niño. 

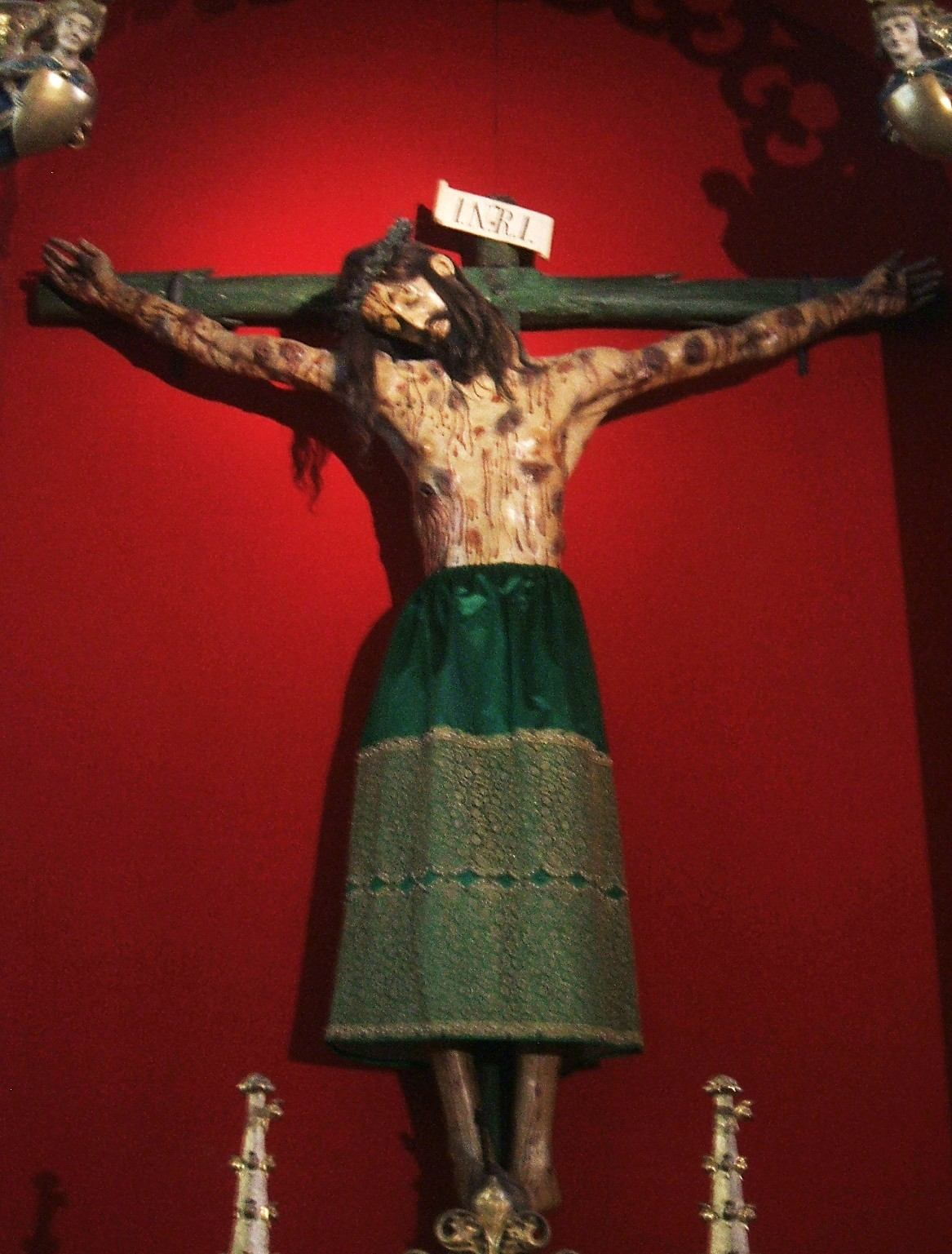
El Santísimo Cristo de Burgos

En la cabecera se exhibe la imagen del Santísimo Cristo de Burgos, que hasta la Desamortización del año 1835 fue propiedad del Real Monasterio de San Agustín, situado extramuros de la ciudad. Se trata de una imagen milagrera, muy venerada desde antiguo, ya que los mercaderes burgaleses fundaron capillas bajo su advocación en Brujas y Amberes, y los agustinos extendieron su devoción por toda España e Hispanoamérica: prácticamente no había catedral que no tuviera una capilla consagrada a él, y su culto se multiplicó con grabados y láminas, popularizándose su iconografía de largas melenas, cuerpo ensangrentado y, sobre todo, unos faldones que le cubren casi por entero las piernas.
La imagen data del siglo xiv y es de gran realismo, al estar articulado, contar con cabellera y barba humanas, y estar el cuerpo de madera forrado de piel de vacuno que simula la humana. Numerosos viajeros, historiadores y escritores han descrito este Cristo y han reflejado la enorme devoción y emoción que suscitaba, entre otros, Andrea Navagero, Santa Teresa de Jesús, Agustín Moreto, Enrique Flórez, Jean-Paul Sartre o Rafael Alberti.
Una leyenda atribuye la autoría a Nicodemo, que lo habría modelado sobre el cuerpo de Jesús al bajarlo de la Cruz. Otra leyenda, escrita por León de Rosmithal de Blatna entre los años 1465 y 1467, dice que el Cristo había sido hallado hace 500 años, cuando unos marineros burgaleses encontraron un galeón vacío donde solo había una caja con ese Cristo y unas tablas que decían que fuese cual fuese la costa a la que llegase pusieran la imagen en un lugar decoroso. De este modo, tomaron la imagen y la llevaron a Burgos.
Este Crucificado debió ser realizado en Flandes o en el norte de Alemania, y guarda un gran parecido estilístico con otro Cristo famoso, este yacente, el Santísimo Cristo del monasterio de las Claras de Palencia. Según otra leyenda, el Cristo de Palencia fue encontrado flotando en el mar por un vigía de la flota de Alfonso Enríquez, almirante de Castilla, entre los años 1407 y 1410.
El retablo actual, de estilo neogótico, fue diseñado por Vicente Lampérez. En la capilla se conservan también numerosos sepulcros, algunos procedentes del viejo claustro del siglo xiii y otros modernos, del xix, como el del canónigo Barrantes, obra asimismo de Lampérez. A un lado del presbiterio se muestra una escultura pétrea de la Virgen con el Niño fechable en el siglo xiv. Esta capilla devocional, como la de Santa Tecla que se sitúa justo en frente, en el lado del Evangelio, en su caso consagrada al oficio regular, está separada del circuito turístico de la Catedral y permanece abierta de continuo a los fieles, que acceden a orar en ella por la portada occidental de Santa María.

### Capillas claustrales y Museo Catedralicio
En el ángulo noroccidental de las galerías del claustro alto, entre el primer arco de la galería norte y el primero de la galería occidental, se halla la capilla gótica de San Jerónimo, o de Mena, construida por Juan de Vallejo, en 1545, con planta cuadrada cubierta con bóveda de crucería estrellada, a instancias del canónigo Francisco de Mena, fallecido en 1553 y cuyo sepulcro renacentista, con estatua yacente y un precioso relieve policromado que representa la Venida del Espíritu Santo, se halla adosado al muro derecho; preside la estancia un buen retablo manierista, atribuido a Diego Guillén, influenciado por las tallas del retablo mayor de la catedral, y que consta de tres cuerpos y cinco calles, ocupando la calle central, coronada por la figura del Padre Eterno, el grupo escultórico del Entierro de Cristo y las tallas de San Jerónimo penitente y de Cristo atado a la columna.

#### Capilla del Corpus Christi

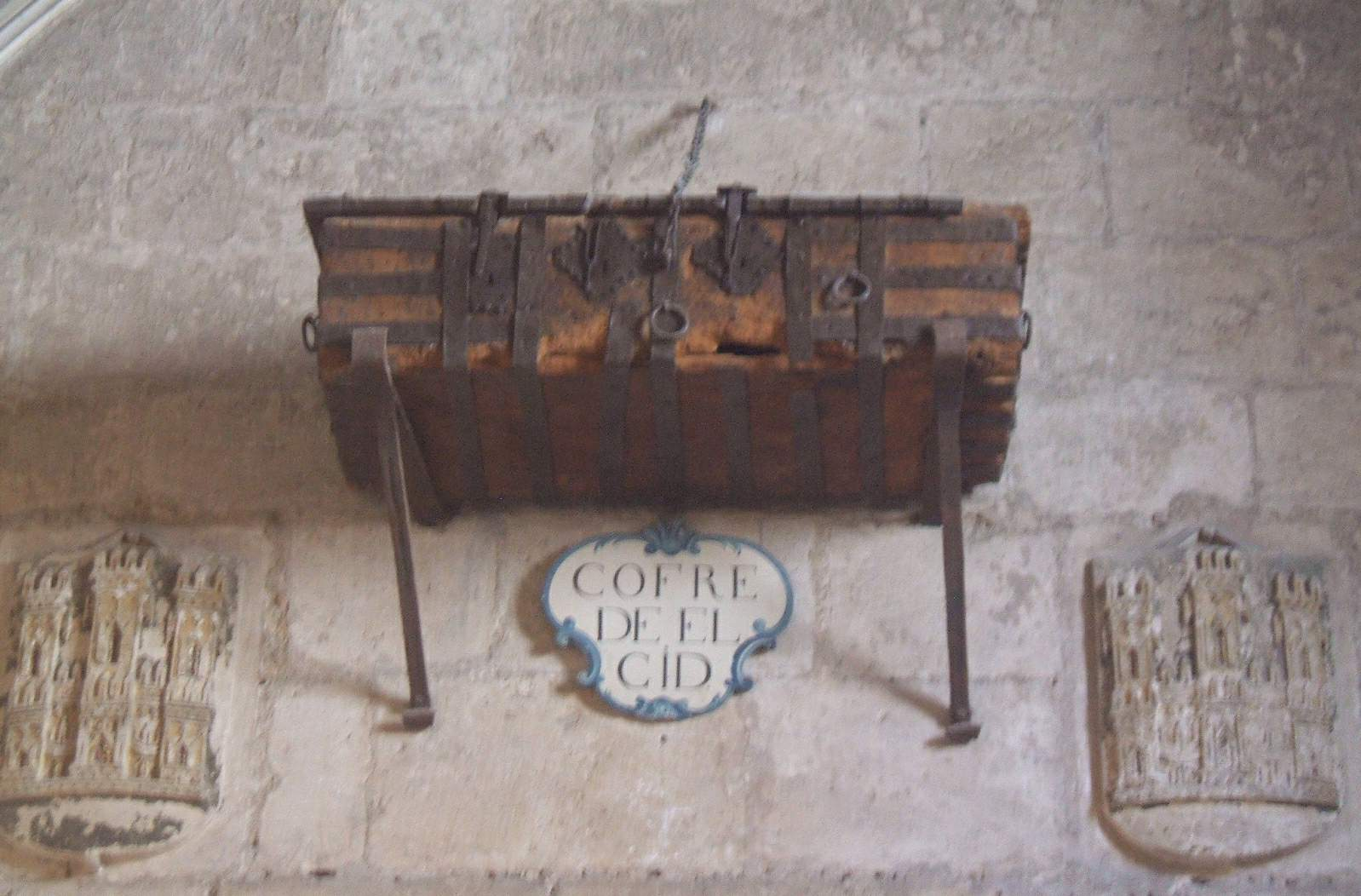
El Cofre del Cid, en la capilla del Corpus Christi

En la zona sur de la galería oriental del claustro alto se abre la portada de la capilla del Corpus Christi, portada gótica de arco ojival cuyo tímpano está decorado con un relieve en el que aparece una Deesis, un Cristo Juez rodeado de cuatro ángeles portando los símbolos de la Pasión y acompañado de la Virgen y San Juan, mientras que en el dintel aparecen los mecenas de la capilla, el noble Juan Estébanez Castellanos y su esposa, arrodillados a uno y otro lado de su escudo. La capilla fue construida hacia el año 1373, se cubre con dos tramos de bóvedas de crucería simple, octopartitas, y contiene el sepulcro de un hijo del fundador, Garcí Fernández de Castellanos, fallecido en 1375 y cuya estatua yacente sobresale escasamente del pavimento; la escalera de acceso al Archivo, adosada al muro sur y realizada por Martín de la Haya en 1596; los sepulcros de Garcí Fernández Manrique, primer conde de Castañeda (Cantabria), fallecido en 1439, y de su esposa Aldonza Téllez de la Vega, en sendos arcosolios, bajo la citada escalera; el sepulcro de Miguel Esteban de Huerto, fallecido en 1283, y de su esposa Ucenda, fallecida en 1296, situado a la altura del descanso de la citada escalera, bajo un arcosolio conopial angrelado; el llamado Cofre del Cid, arcón medieval que según la tradición fue empleado por el héroe castellano para engañar a los judíos de Burgos, pero que estuvo destinado a guardar los documentos del cabildo y que cuelga en el muro izquierdo de la estancia entre dos escudos de Castilla, y finalmente, dos grandes cantorales del siglo xvi y algunas pinturas y tallas posteriores.

#### Archivo catedralicio
El Archivo está situado sobre la capilla del Corpus Christi y sobre la contigua sala capitular moderna. Custodia una importantísima documentación que abarca desde el siglo x al xix y en la que destacan el documento fundacional de la abadía y del Infantado de Covarrubias, del 978; un privilegio de Sancho II de Castilla, del año 1068, por el que se restaura la diócesis de Oca; la carta de arras del Cid, del año 1074; un privilegio de Alfonso VI, del año 1075, por el que se traslada a Burgos la sede de la diócesis de Oca; un documento del concilio de Husillos, del año 1088, que fija los límites de las diócesis de Burgos y de Burgo de Osma; una bula del papa Urbano II, del año 1095, confirmando el traslado a Burgos de la sede de Oca; un privilegio de Alfonso VIII, del año 1162, regulando las faenas de la vendimia, y un privilegio de Fernando III, del año 1221, compensando al obispo Mauricio por su viaje a Alemania para concertar la boda del monarca con Beatriz de Suavia. También custodia el Archivo valiosos códices, como la Biblia de Cardeña (hacia 910-914), el Homiliario de Paulo Diácono y las Colletiones del abad Smaragdo (siglo xii), el Moralis Tractatus de Guillermo de Perault (siglo xiii), la Biblia Miniada (finales del siglo xiii-principios del xiv, con notas marginales atribuidas a Pablo de Santa María) y la Regla de Nuestra Señora de la Creación (1494). Igualmente, el archivo custodia más de una docena de incunables, una Biblia Políglota de Alcalá (hacia 1514-1517), varias ediciones príncipe y 253 ediciones del Quijote.

#### Sala Capitular
En el muro sur de la capilla del Corpus Christi, bajo la escalera del Archivo, se abre la puerta de acceso a la sala capitular, anteriormente biblioteca del cabildo; fue construida por Martín de la Haya en 1596, y se cubre con un artesonado de tracería arabesca, con florones dorados colgantes, rodeado por un friso de yesería pintada en el que se desarrollan textos bíblicos; contiene algunas maquetas de la catedral gótica y de sus muros cuelgan valiosos y preciosos trípticos como el de la Adoración de los Magos, de hacia 1495 y pintado por Diego de la Cruz, que representa la Epifanía, en el centro, y a la Virgen y a un caballero, en los laterales; el de la Virgen con el Niño del Bello País, obra de un pintor conocido como el “Maestro del follaje bordado”, también de finales del siglo xv; el de la “Crucifixión”, de hacia el año 1512, atribuido a Goswijn van del Weiden; el del “Descendimiento”, del año 1525, pintado por Jan de Beer, con las escenas del Calvario, la Deposición y la Resurrección, y el de la “Virgen con el Niño de Pereda”, de hacia el año 1535, pintado por el llamado ”Maestro de la leyenda de la Magdalena”.

#### Capilla de Santa Catalina
Regresando a la galería oriental del claustro se halla a continuación la capilla de Santa Catalina, levantada en 1316 por el obispo Gonzalo de Hinojosa y que fue sala capitular hasta el año 1586; su portada ojival tiene en su tímpano un relieve policromado que representa el Descendimiento y, en el dintel y las jambas, decoración de castillos y leones; se cubre con bóveda estrellada de ocho puntas cuyos nervios parten de pilares fasciculados rematados en encapitelados policromados en los que se representan escenas de caza y cortesanas; el pavimento y la cajonería son ya obra barroca, del primer tercio del siglo xviii y del monje benedictino fray Pedro Martínez, a instancias del arzobispo Manuel de Navarrete; los muros están casi completamente cubiertos con los retratos de los obispos y arzobispos de Burgos, desde la época en la que la sede estuvo en Oca hasta nuestros días, siendo la mayor parte de estos retratos “inventados”, hasta 112, obra del vizcaíno Nicolás Antonio de la Cuadra, pintados entre los años 1712 y 1714 por encargo del obispo Navarrete y para sustituir con ellos una serie anterior en la que habían colaborado Diego de Leiva y Mateo Cerezo el Viejo. Algunos de los retratos posteriores a esas fechas son también obra de pintores de cierto prestigio, Carlos Luis Ribera; se exponen en esta capilla algunas tallas de valor, como la gótica de la Virgen de Oca, que en el siglo xiv sustituyó a la imagen titular de la primitiva diócesis, y algunos de los documentos y códices más valiosos del Archivo, como el documento fundacional del Infantado de Covarrubias, la carta de arras del Cid y la Biblia de Cardeña.

#### Capilla de San Juan Bautista y Santiago. El tesoro

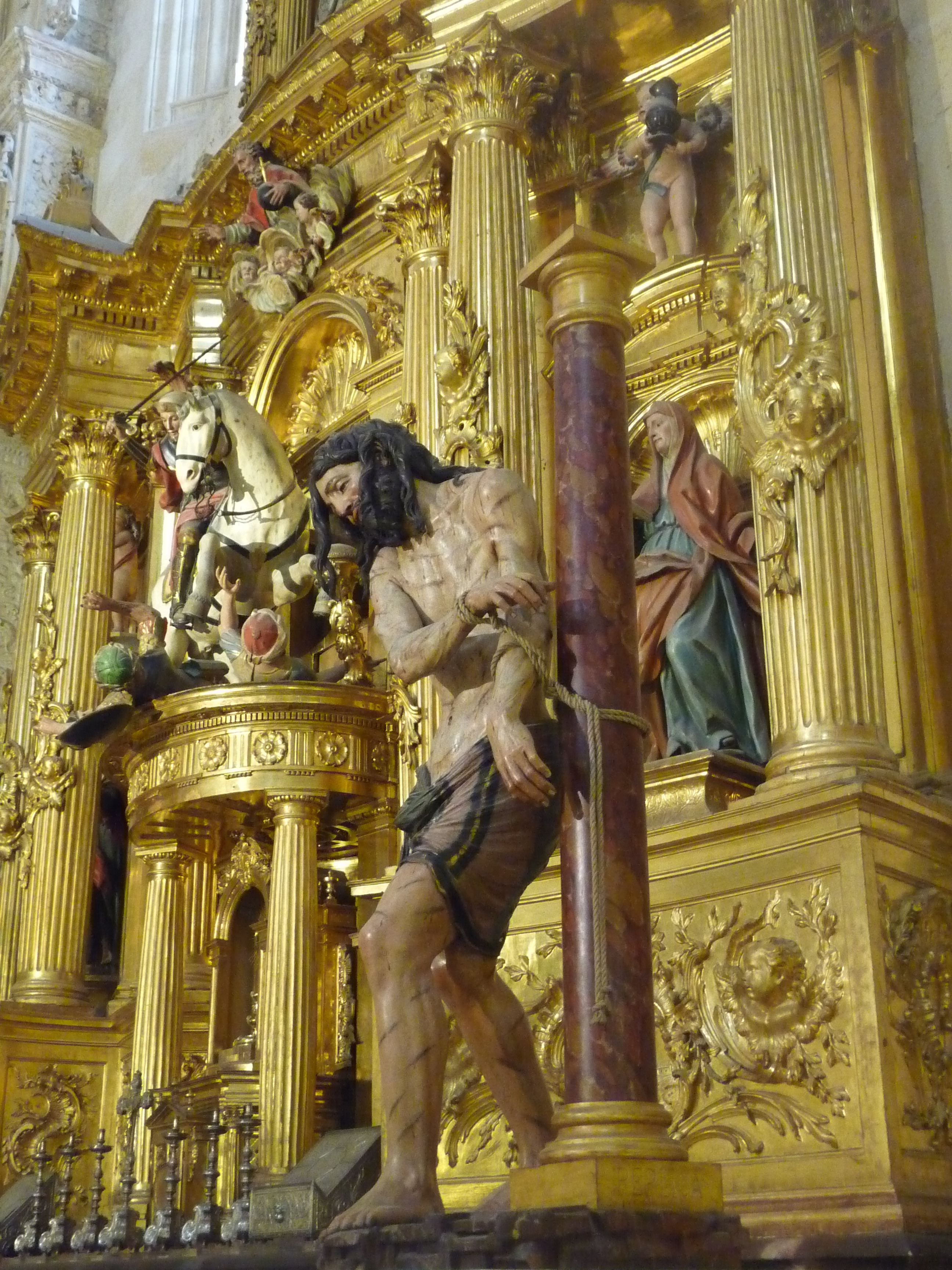
Capilla de San Juan Bautista y Santiago

Al final de la galería del claustro se halla el acceso a la más amplia de las capillas claustrales y una de las más amplias de la catedral, resultado de la incorporación llevada a cabo por Juan de Vallejo, en el primer tercio del siglo xvi, de la capilla claustral de San Juan Bautista, obra del siglo xv cubierta con una bóveda de crucería estrellada de cuatro puntas, a la capilla absidal de Santiago, citada ya en el siglo xiv y profundamente reformada por Juan de Vallejo que la cubrió con bóvedas de compleja crucería estrellada de bellos nervios y elegantes claves decoradas.
En la antigua capilla de San Juan Bautista, convertida en sacristía, coro y antesala de la de Santiago, se hallan los sepulcros del obispo Juan Cabeza de Vaca, fallecido en 1413, y el de su hermano Pedro Fernández Cabeza de Vaca, maestre de la orden de Santiago fallecido de peste en el cerco de Lisboa, en 1384. La amplia capilla de Santiago, que ha estado destinada a parroquia en los últimos siglos, es hoy la sala del Tesoro y la principal sala del Museo de la catedral. En el muro izquierdo de la estancia se halla el sepulcro renacentista de uno de los fundadores y mecenas de la capilla en el siglo xvi, don Juan Ortega de Velasco, abad de San Quirce de los Ausines y canónigo y protonotario de la catedral, fallecido en 1557; es uno de los mejores sepulcros de la catedral, con columnas cariátides, a ambos lados del arco; con ángeles, e las enjutas del mismo; con un frontón coronado por un Calvario y presidido por la escena de la Asunción de la Virgen, entre los medallones de San Pedro y San Pablo; con un medallón con la escena del Bautismo de Cristo, en el fondo del arco, y con la figura del finado y una cartela sostenida por niños, en el sepulcro propiamente dicho; el conjunto fue realizado en 1546, con la intervención de Juan de Vallejo y la colaboración de otros escultores. Frente a este sepulcro, en el muro frontero, se hallan otros dos sepulcros en los que destaca un relieve policromado de la Eucaristía; uno de los sepulcros corresponde al magnate Lesmes de Astudillo, mecenas de esta capilla y de la capilla-sepulcro de los Reyes Magos en la catedral de Colonia, y a la esposa del magnate, Mencía de Paredes, fallecidos respectivamente en los años 1541 y 1559, y el otro a Andrés de Astudillo, canónigo y capiscol del cabildo burgalés.
El retablo de la capilla, dorado y policromado, es del siglo xvi, está presidido por un Santiago matamoros y contiene en tema mariano, en el centro, y las tallas de San Juan Evangelista y Santa María Salomé, en las calles laterales; en las gradas, en el suelo, se halla el sepulcro del obispo Juan de Villacreces, fallecido en 1403, y junto al retablo, al lado derecho, la magnífica talla de Cristo atado a la columna, obra de Diego de Siloé, anterior al año 1528. Repartidas por la estancia hay importantes obras de arte, como algunos tapices de los siglos xv y xvi, entre los que destaca uno que desarrolla el tema de la Templanza; nueve tablas góticas, de finales del siglo xv, pertenecientes al antiguo armario de la Reliquias y de las que siete fueron pintadas por Alonso de Sedano y dos por el maestro de los Balbases; cruces de marfil y de orfebrería de diversas épocas y estilos, entre las que destaca una, cincelada y repujada por Juan de Horna, en 1537, y restaurada y completada por Juan de Arfe; cálices y portapaces de los siglos xvi al xix; el ajuar litúrgico de la capilla del Condestable (cáliz, patena, vinajeras, sacras, portapaces..., del siglo xvi; relicarios de plata sobredorada, entre los que destaca uno del siglo xv; un altarcito portátil de marfil, de finales del siglo xv, regalo del rey Manuel I de Portugal al Condestable; un cuadro de Mateo Cerezo, del siglo xvii, que representa a San Francisco de Asís; una custodia neogótica, de oro marfil y piedras preciosas, realizada por los talleres Granda en el siglo xx...
Podemos encontrar un pequeño retablo lateral en la Iglesia de San Lorenzo, que tomó de ejemplo a menor medida esta capilla.

## Museística
En la actualidad, los accesos tradicionales al templo se encuentran generalmente cerrados. El acceso a la catedral por parte de los visitantes se inicia, previo pago de una entrada, en los sótanos que restan de lo demolido por Lampérez. A continuación, da comienzo un recorrido por los espacios de la catedral, señalizado con flechas blanquiazules que marcan el sentido en el que se pueden visitar las naves y capillas.

## En las artes y la cultura popular

### Numismática
En 2012, la Fábrica Nacional de Moneda y Timbre acuñó una moneda de dos euros en cuyo reverso se podía ver la fachada principal y el cimborrio de la catedral. Se pusieron en circulación 100.000 unidades.

### Literatura
La catedral de Burgos aparece como escenario protagonista de varias obras de ficción, como El número de Dios de José Luis Corral (sobre los planos secretos de los canteros que construyeron la catedral en el siglo xiii), Los umbrales del templo de Francisco Javier Tabares (sobre el obispo Mauricio, promotor del templo), Inquietud en el Paraíso de Óscar Esquivias o La extranjera de Astrid Nilsen (Click Ediciones).
También aparece en obras de Benito Pérez Galdós, Victor Hugo, Alejandro Dumas, Bécquer, García Lorca, Toti Martínez de Lezea (El jardín de la Oca), María José Luis (El enigma del Cid), Roberto Llorente (La piscina de Bethesda), José Enrique Gil-Delgado (Y pasó en tiempos del Cid) y Joaquín García Andrés (¿Quién mató al gobernador?).
Alfonso Mateo-Sagasta recreó en la novela El reino de los hombres sin amor la bodas entre Felipe IV de España e Isabel de Borbón y las de Luis XIII de Francia con Ana de Austria, que se celebraron simultáneamente en la catedral.
En 2021, aniversario del VIII Centenario de la fundación del templo, se publicó la novela La catedral del reino (Ed. Atticus) de Fernando Liborio Soto Sáez, presentada por el propio arzobispo de Burgos, Mario Iceta, junto al autor. También se editaron relatos inéditos de Jesús Carazo («La divina providencia») y Óscar Esquivias («Guía de soñadores»), publicados en el Diario de Burgos del propio día 20 de julio, fecha en la que se puso la primera piedra del templo en 1221.
En 2023 Enrique García Revilla publicó la novela Cernégula, en la que aparece como personaje un maestro de capilla de la catedral de Burgos.